# Парк імені Генрика Йордана (Краків)
Парк імені Генрика Йордана, скорочено — Парк Йордана (пол. Park im. Henryka Jordana, Park Jordana) — міський парк, що знаходиться в Кракові на вулиці 3 травня, у безпосередній близькості до Краківських луків, міського стадіону і району Мястечко-Студенцке АХГ (студмістечко Гірничо-металургійної академії). Парк знаходиться на території адміністративного дільниці V Кроводжа та внесений до реєстру пам'яток Малопольського воєводства (Польща), які охороняються державою.

## Історія
Парк створений в 1889 році за ініціативою польського громадського діяча Генрика Йордана.
Парк був закладений на чарновеських луках (пол. Czarna Wieś, буквально «Чорне село» — на той час село на відстані 2 км від Кракова, а з 1909 року — вже район Кракова), на території колишньої промислово-ремісничої виставки, яка була створена тут двома роками раніше. Парк був відкритий для відвідувачів у 1888 році після закінчення робіт по облаштуванню парку, які були проведені під керівництвом глави міських парків Болеслава Малецького. Вхід на територію здійснювався по містку через струмок Цепла-Вода. Перед входом знаходилися дерев'яні ворота з написом «Miejski Park Dra Jordana» (Міський парк доктора Йордана). У парку після висадження дерев і бетонування берегів річки Рудава були розміщені павільйони та майданчики для занять гімнастикою, також був торговельний павільйон із продажу молочних продуктів. Гімнасти, які займалися на спортивних майданчиках, отримували від Генрика Йордана ощадну книжку з сумою в 5 гульденів. Навпроти гімнастичного павільйону побудували ротонду для виступів музичного оркестру. Праворуч від входу знаходився лабіринт, побудований спеціально для дітей. Пізніше в парку звели невеликий будиночок для сторожа, який, водночас, виконував роботу садівника.
Генрик Йордан проводив в парку, на спеціально відведених для цього місцях, освітні програми для дітей і підлітків з польської історії, які отримали згодом назву «Йорданський сад». Подібні програми за прикладом Генрика Йордана почали проводитися в парках Варшави, Львова, Тернополя та інших міст.
На знак подяки за благодійну діяльність та підтримку фізичної культури Генрика Йордана, міська рада назвала парк його іменем. До 1900 року там було поставлено 31 бюст. До 1914 року на території парку були встановлені 46 бюстів відомих польських письменників, поетів і громадських діячів. Спочатку скульптури були встановлені навколо центральної головної площі парку, засадженої деревами. Виготовлені погруддя з тірольського мармуру. У 1914 році був встановлений бюст Генрика Йордана. У південно-східній частині парку, ліворуч від центрального входу, було встановлено пам'ятник Тадеушу Костюшко. Автором бюстів Яна Длугоша, Стефана Чарнецького, Фридерика Шопена, Петра Скарги, Яна Замойського і Тадеуша Костюшко був Альфред Даун. Автором бюстів Зигмунта Красінського, Артура Ґроттґера, Августина Кордецького, Яна Матейка, Тадеуша Рейтана і Станіслава Сташиця був Міхал Корпаль.
Під час Другої світової війни парк був розграбований, більшість бюстів були знищені. Деякі з них у своїй майстерні сховав Казімєж Лучиво. На даний час в парку встановлено 45 бюстів.
18 травня 1976 року парк був внесений до реєстру пам'яток культури Малопольського воєводства (№ А-579), які охороняються державою.

## Сучасний стан
На даний час площа парку становить 21,5 гектарів; на його території знаходяться: тенісний корт, футбольне і волейбольне поля, скейт-парк, дитячі майданчики, невеликий ставок, гірка для катання в зимовий час, пункти громадського харчування та велосипедні доріжки.
Вхід в парк безкоштовний. Парк відкритий щоденно з 6.00 до 22.00 години.

## Погруддя
У центральній частині кругового майданчика знаходиться бюст засновника парку Генрика Йордана. 

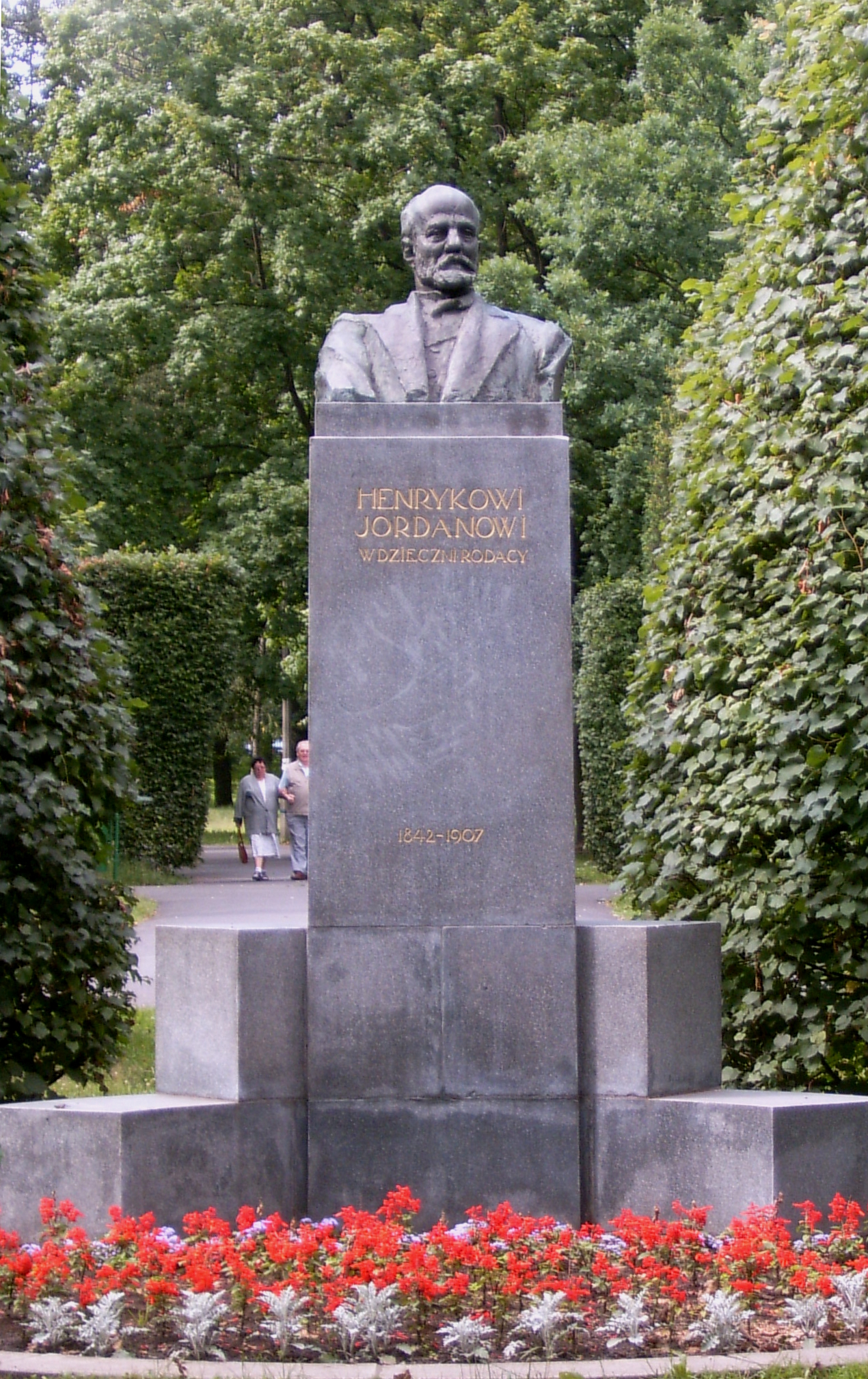
Бюст Генрика Йордана

 На алеї з боку вулиці Реймонта знаходяться бюсти: 

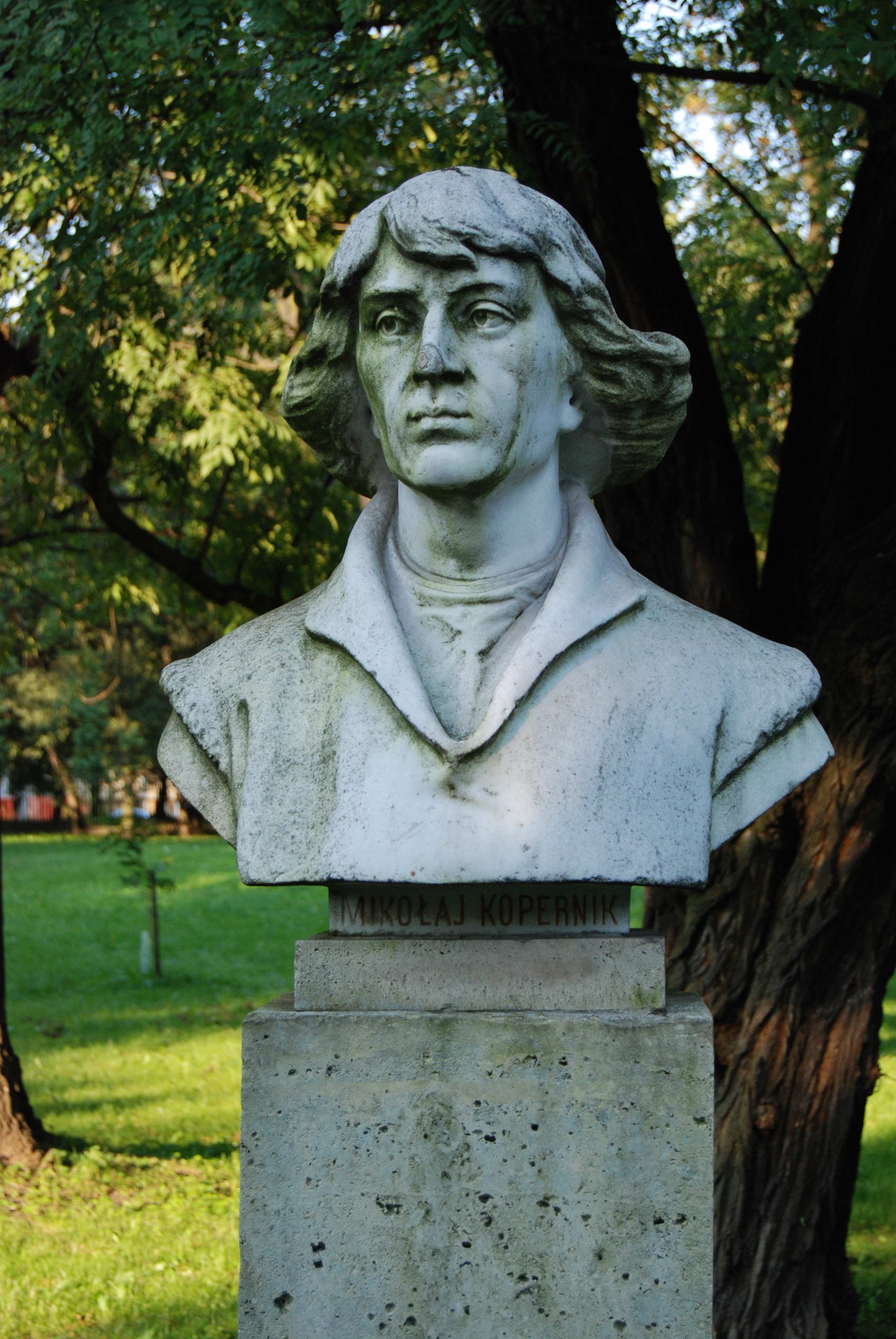
Бюст Миколая Коперника
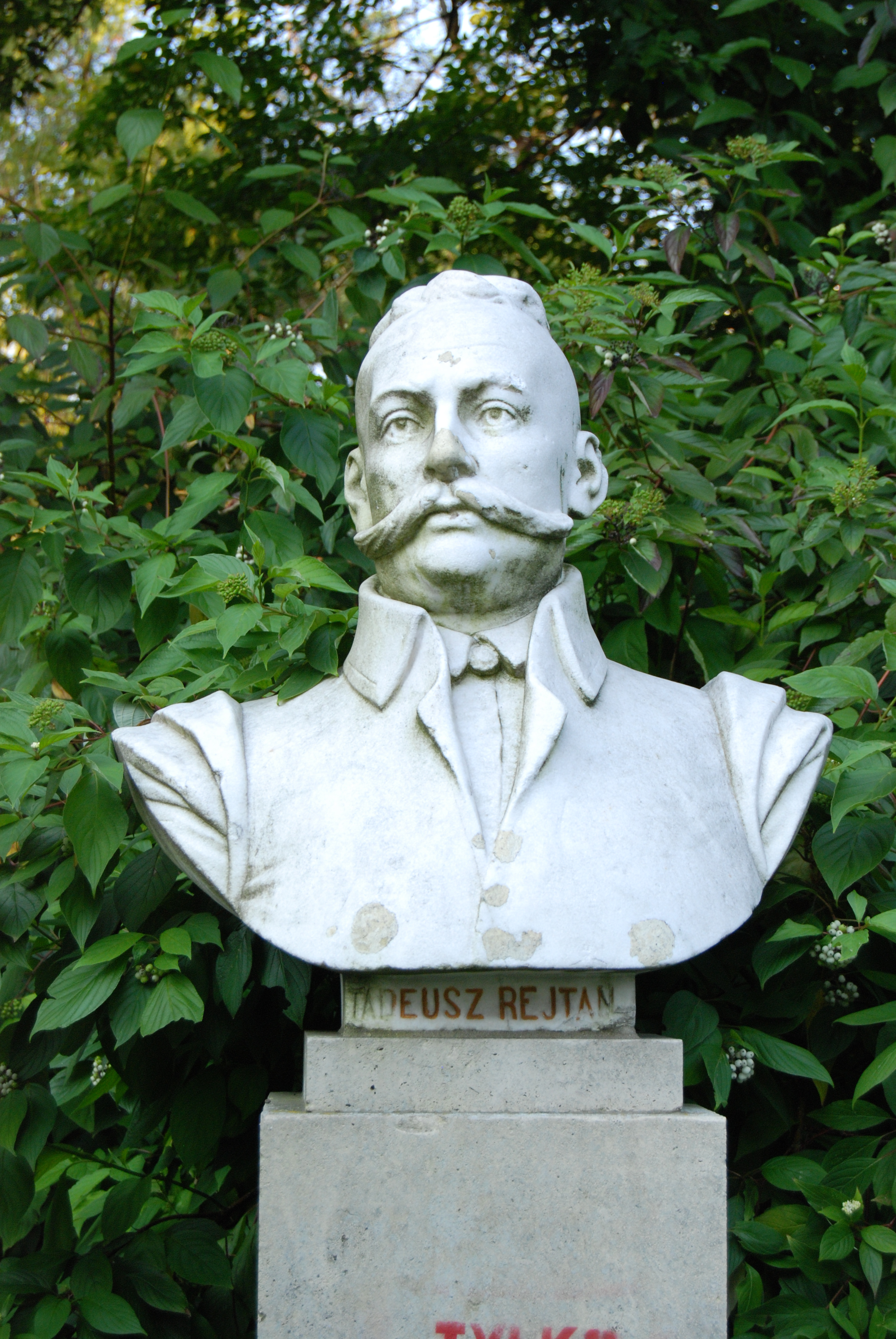
Бюст Тадеуша Рейтана
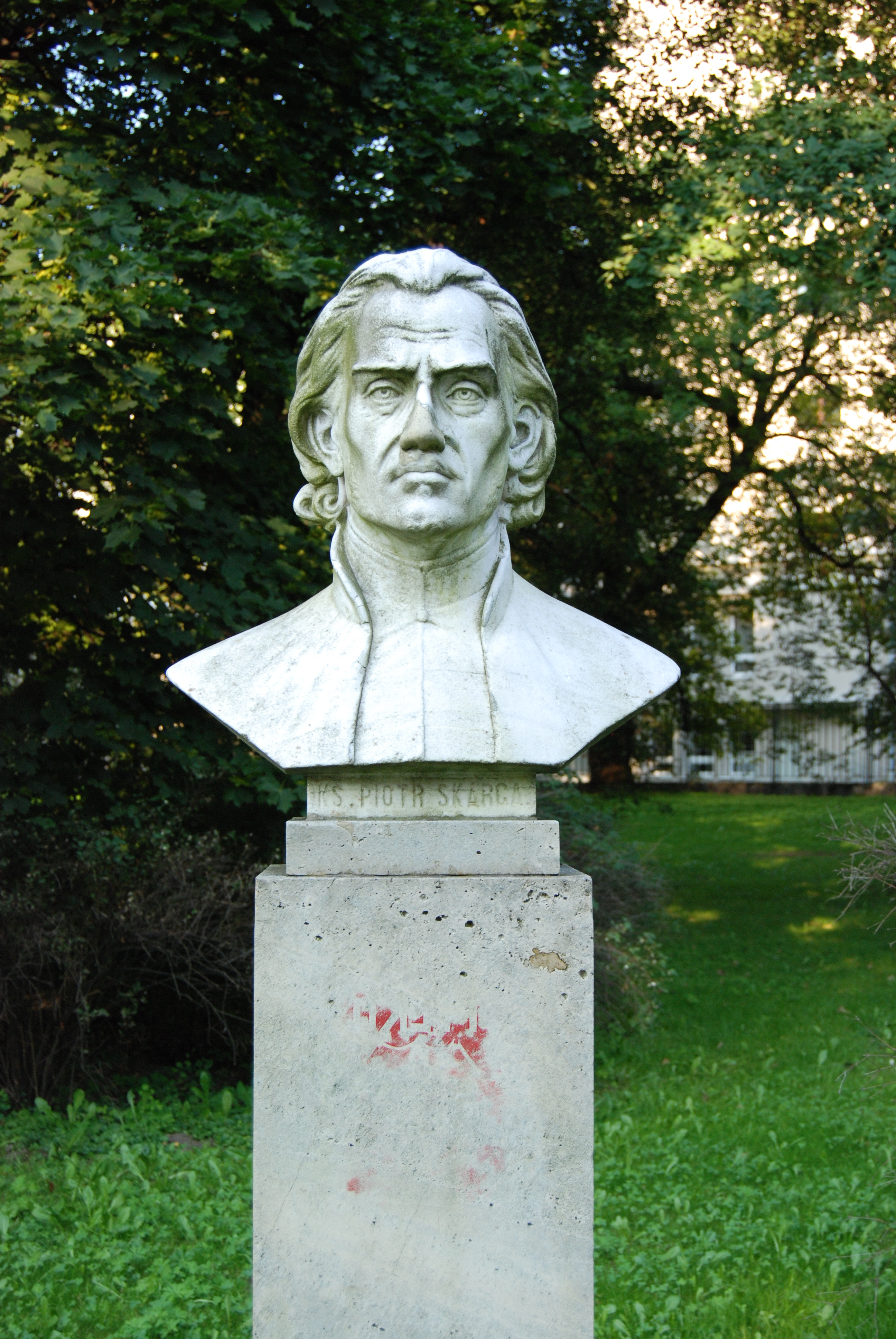
Бюст Петра Скарґи
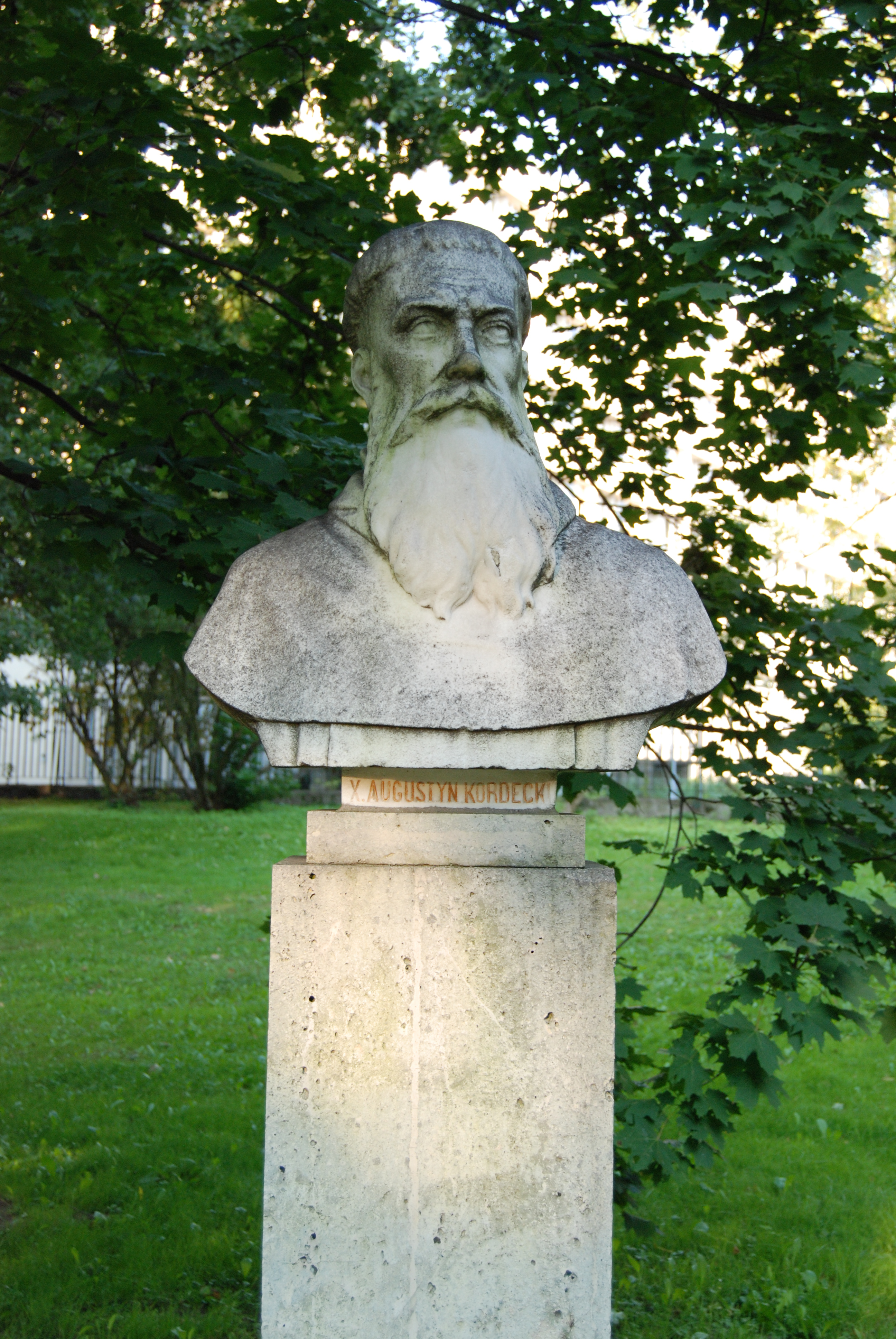
Бюст Августина Кордецького
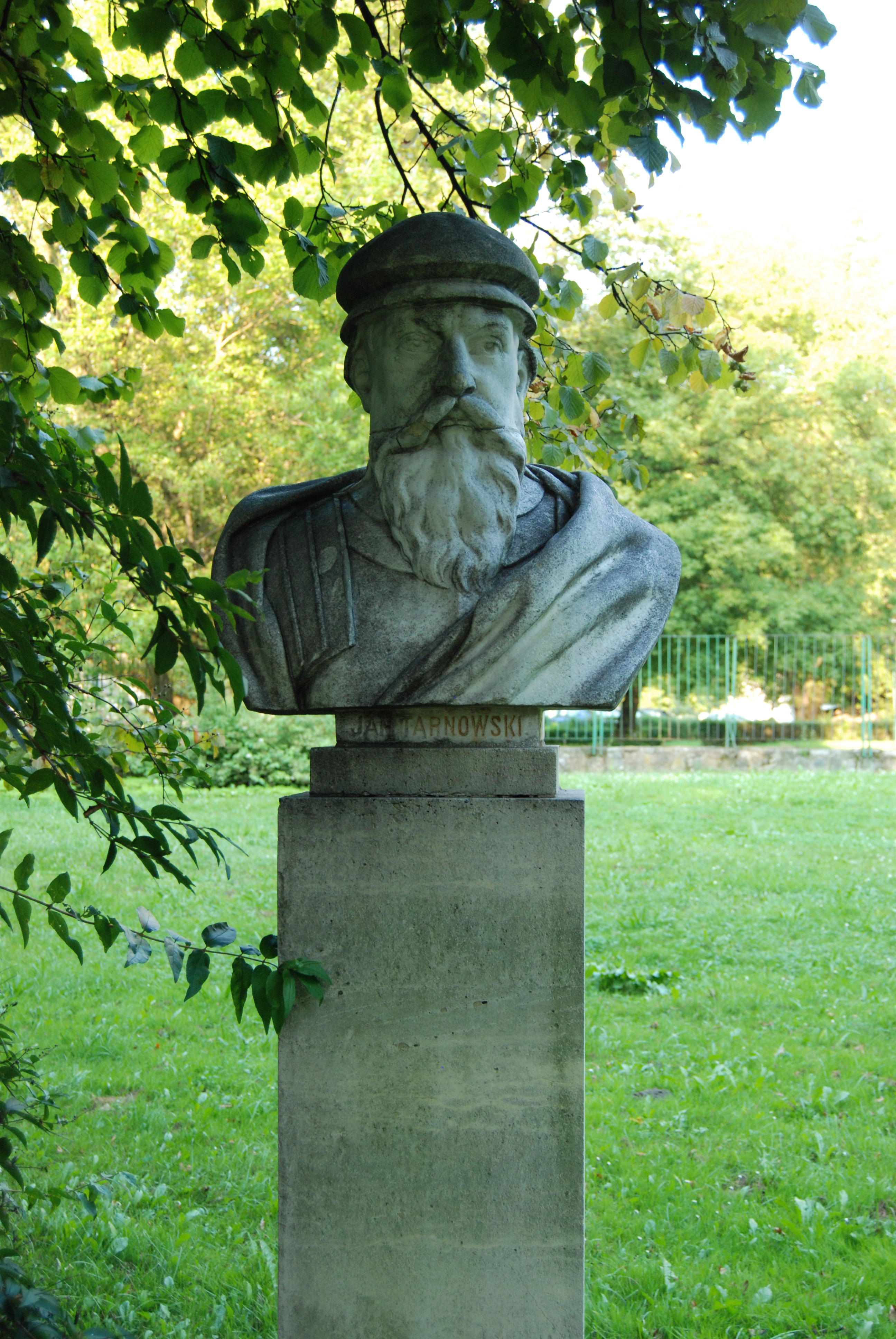
Бюст Яна Амора Тарновського
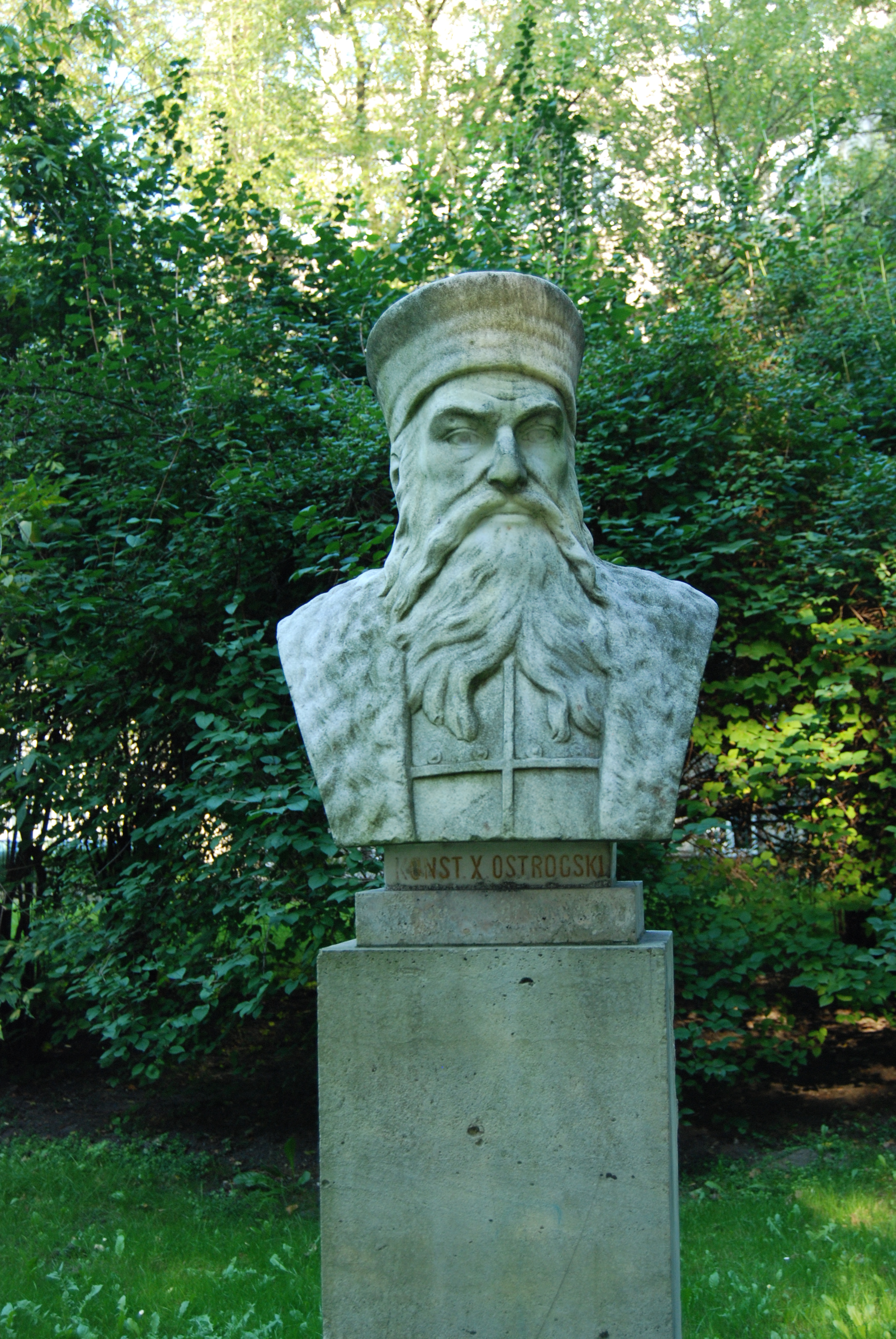
Бюст Костянтина Острозького
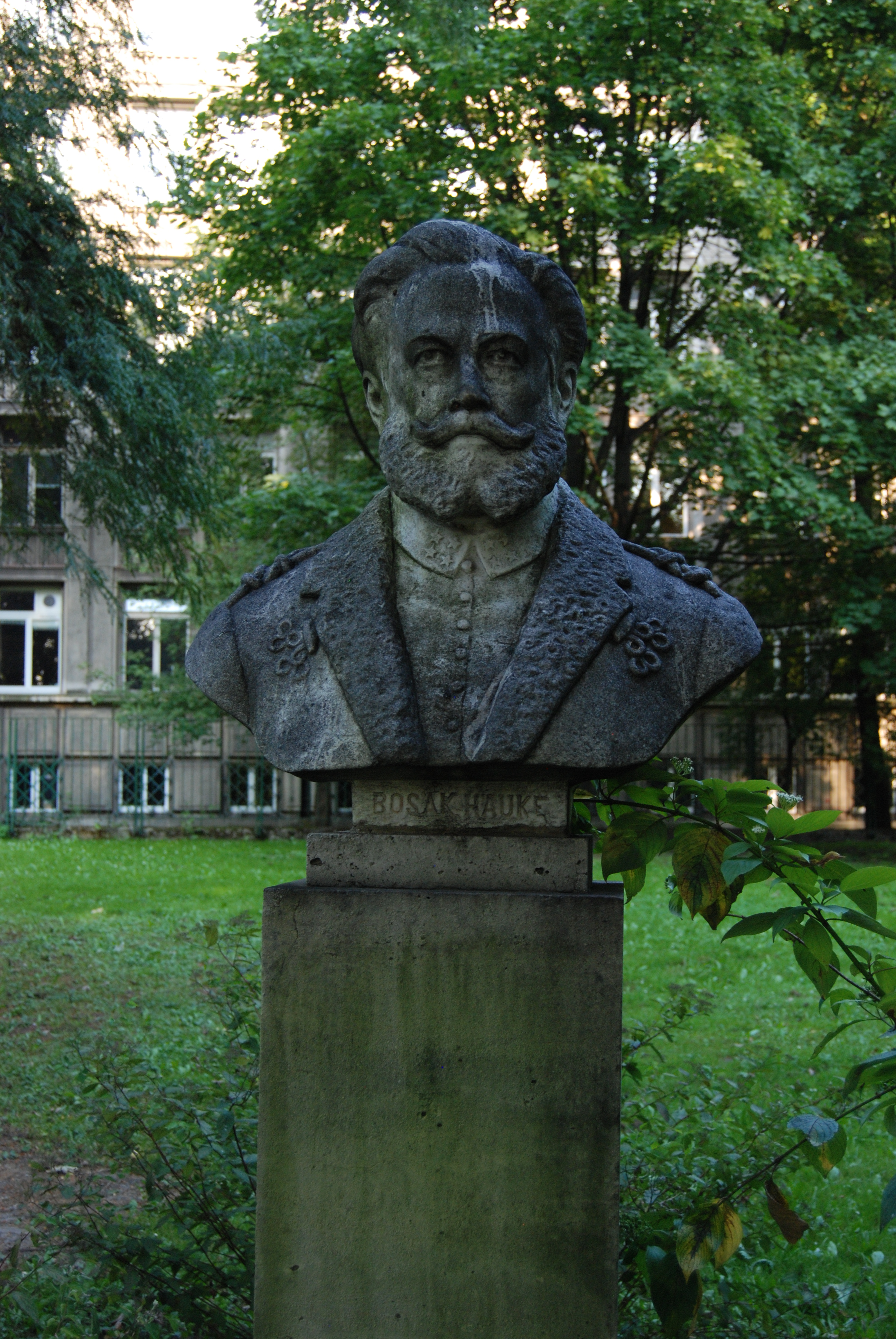
Бюст Юзефа Гауке-Босака
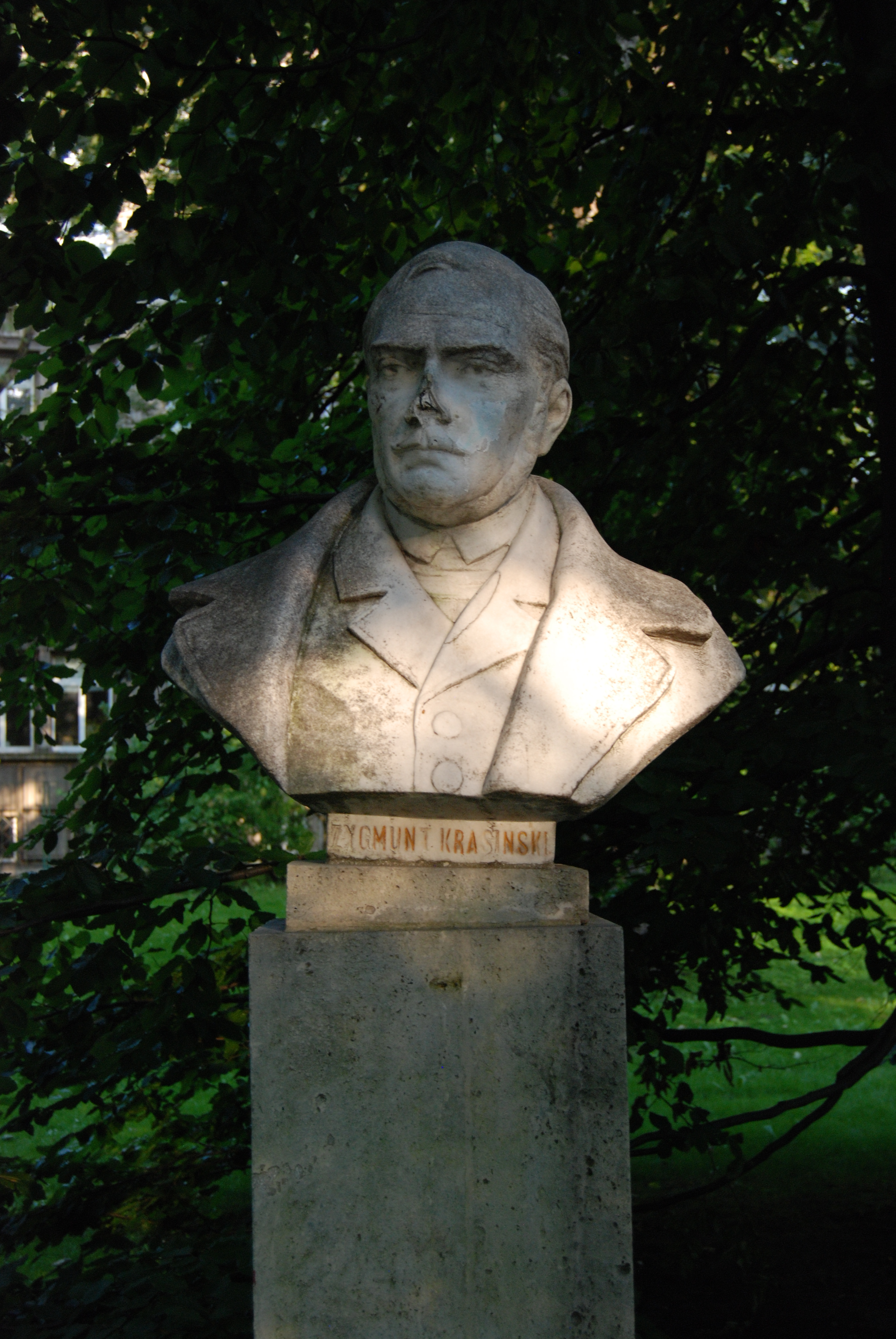
Бюст Зигмунта Красінського

 В округлому сквері, який знаходиться в центрі парку, поряд із погруддям Генрика Йордана, знаходяться такі бюсти: 

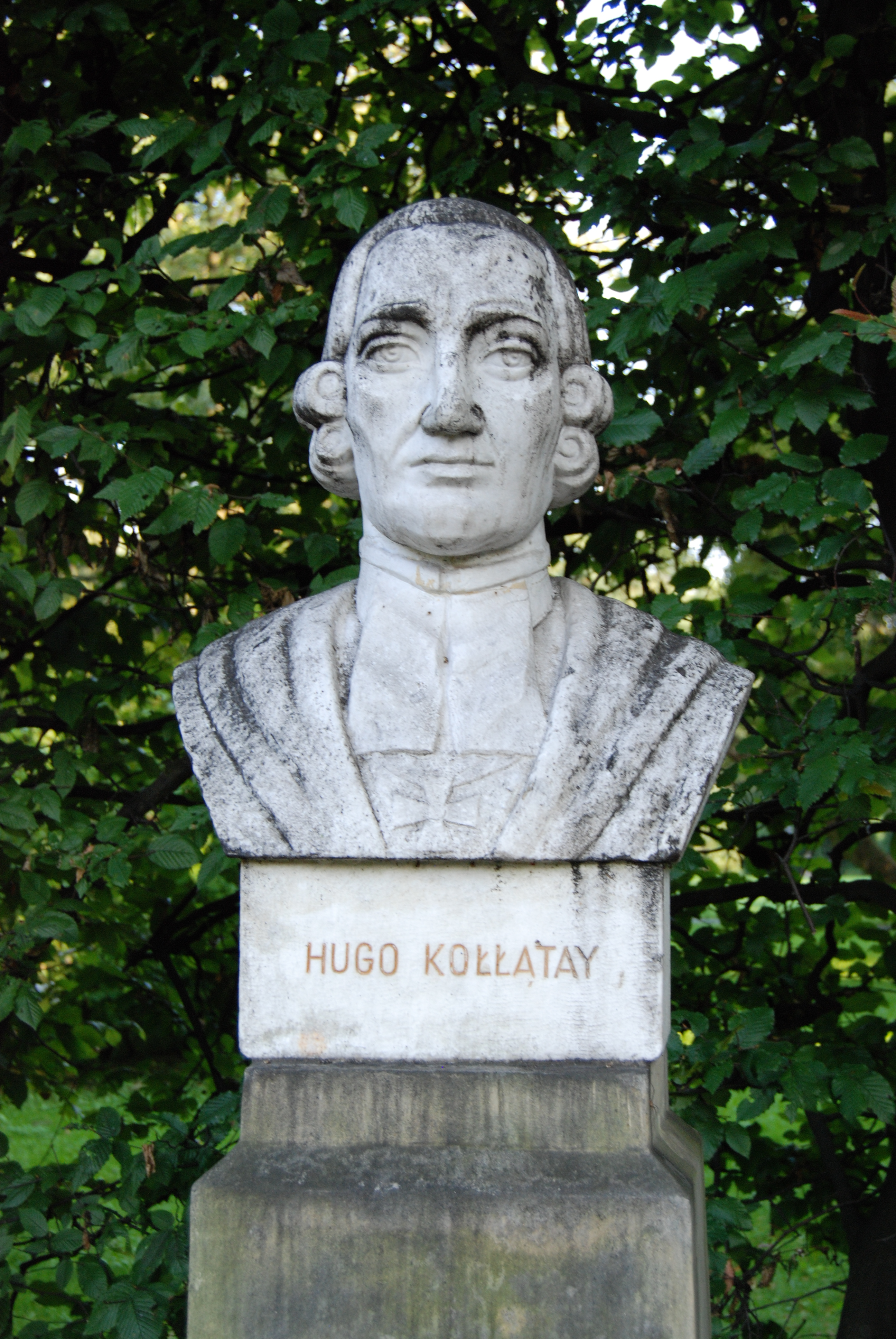
Бюст Гуго Коллонтая
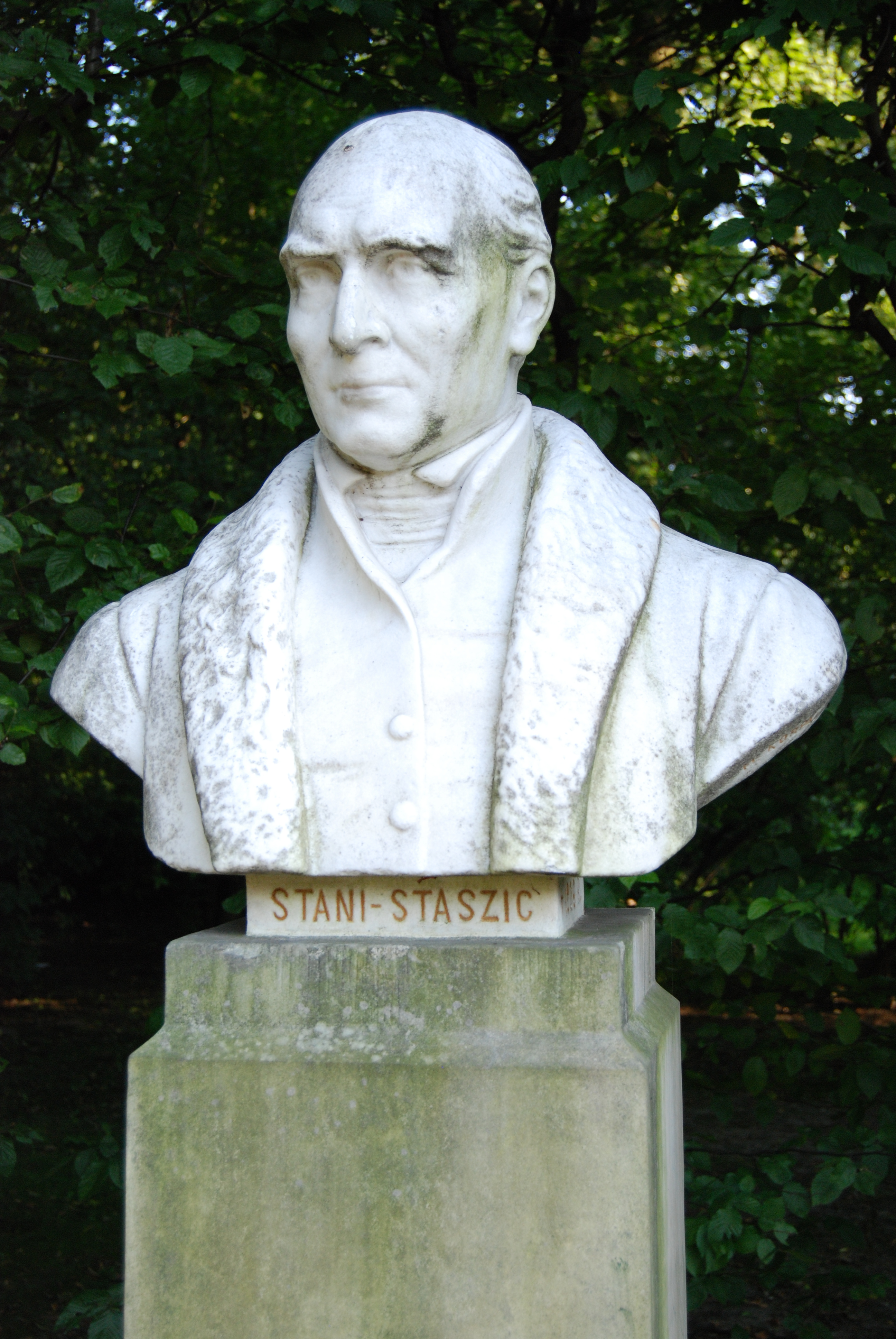
Бюст Станіслава Сташиця
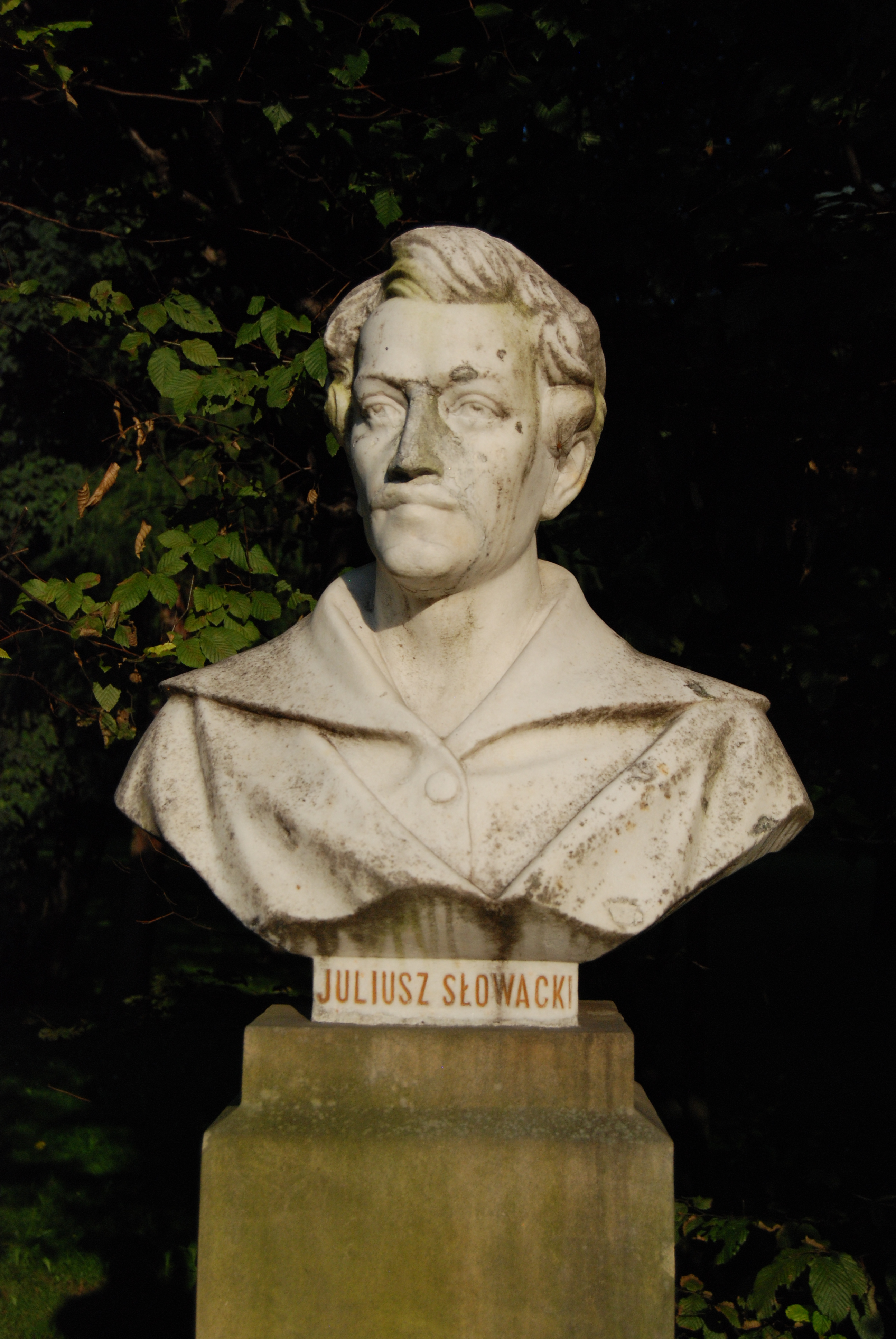
Бюст Юліуша Словацького
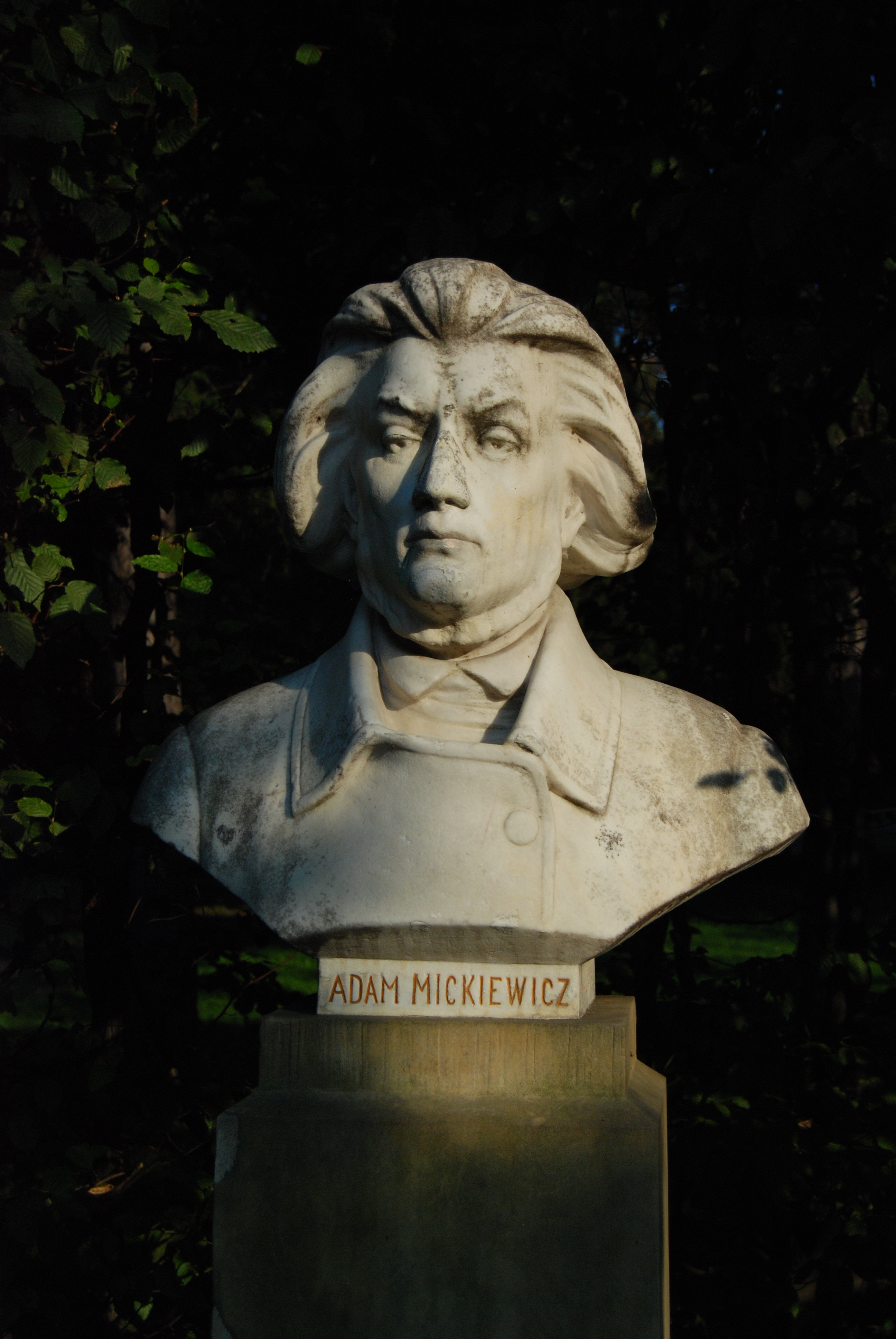
Бюст Адама Міцкевича
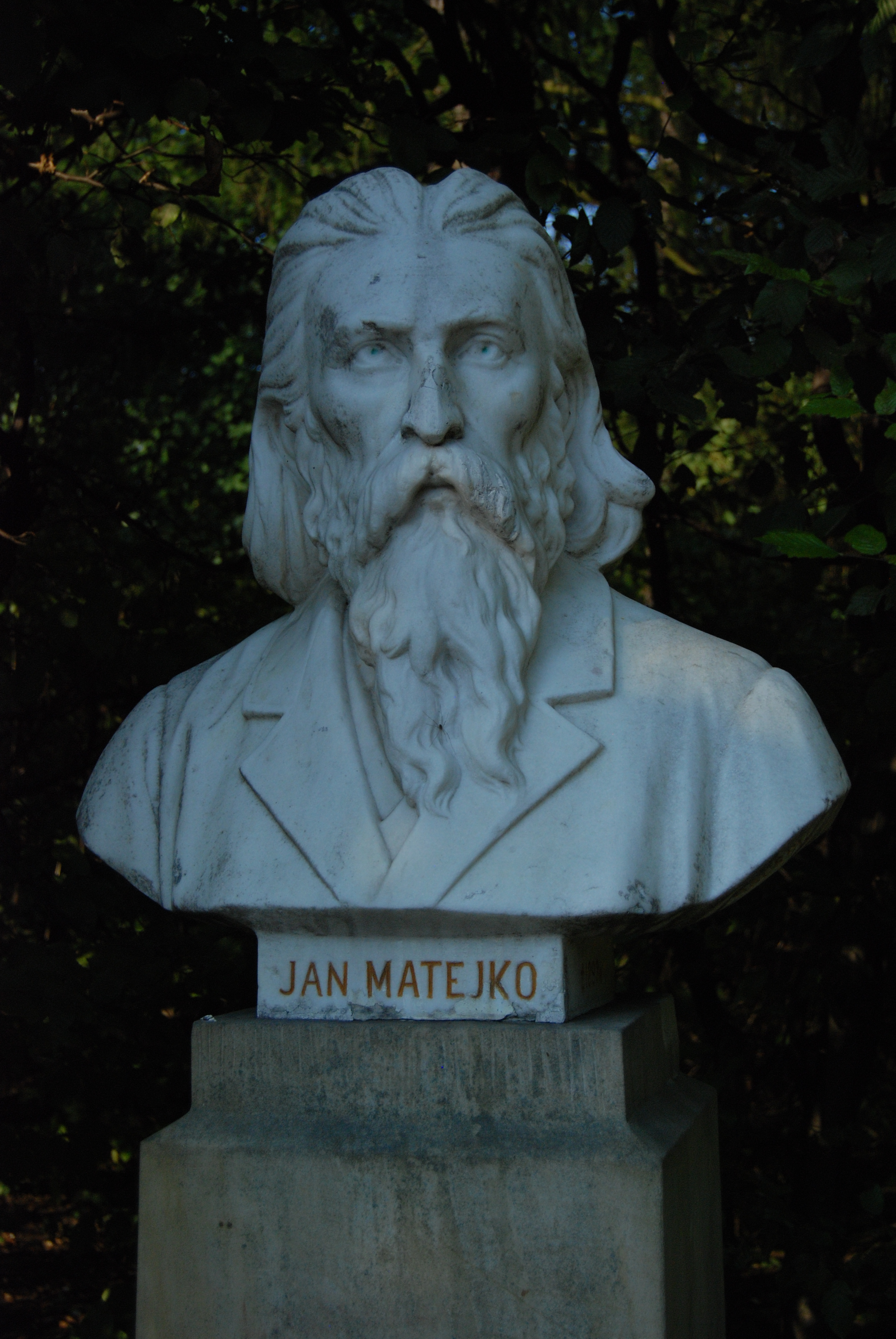
Бюст Яна Матейка
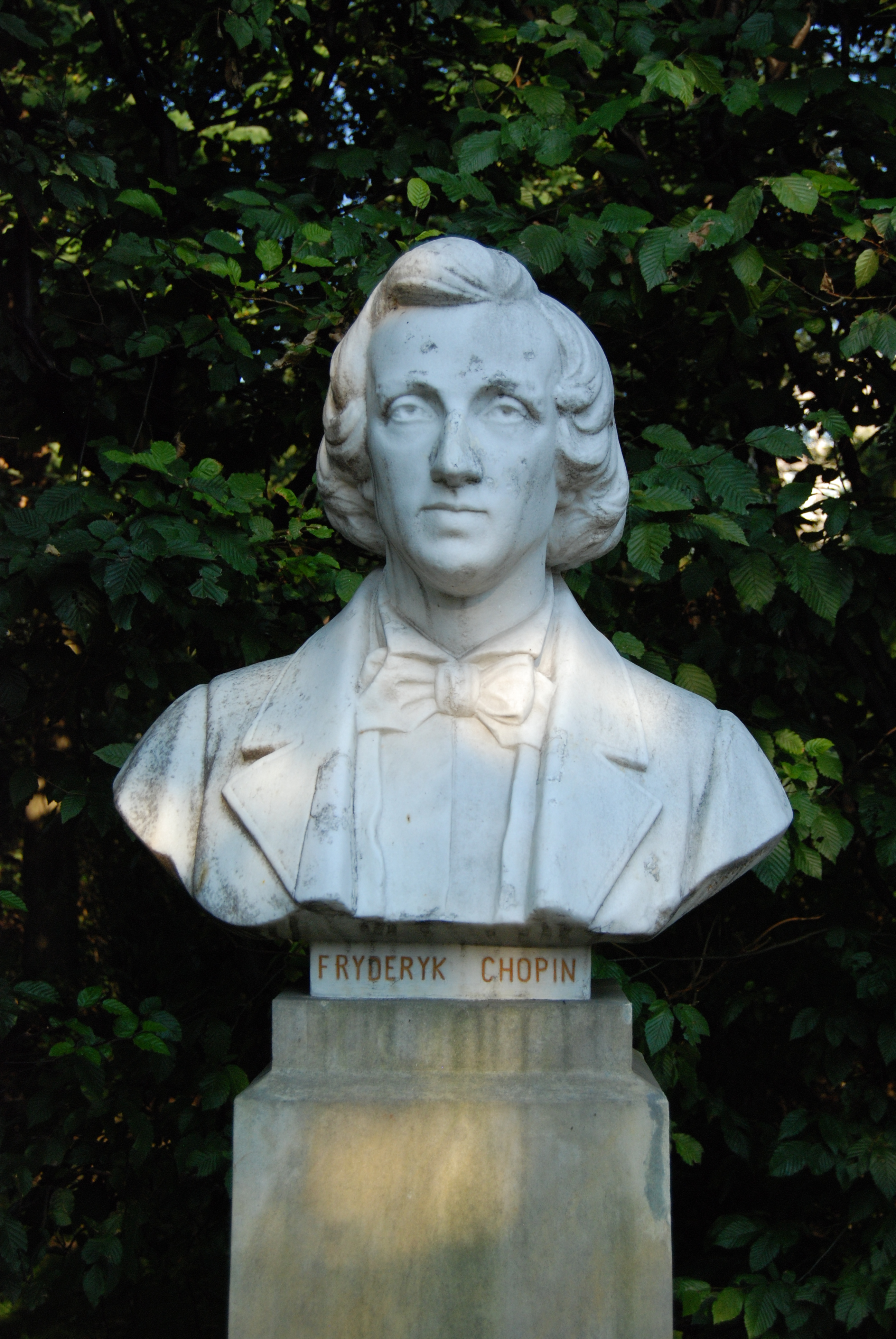
Бюст Фридерика Шопена
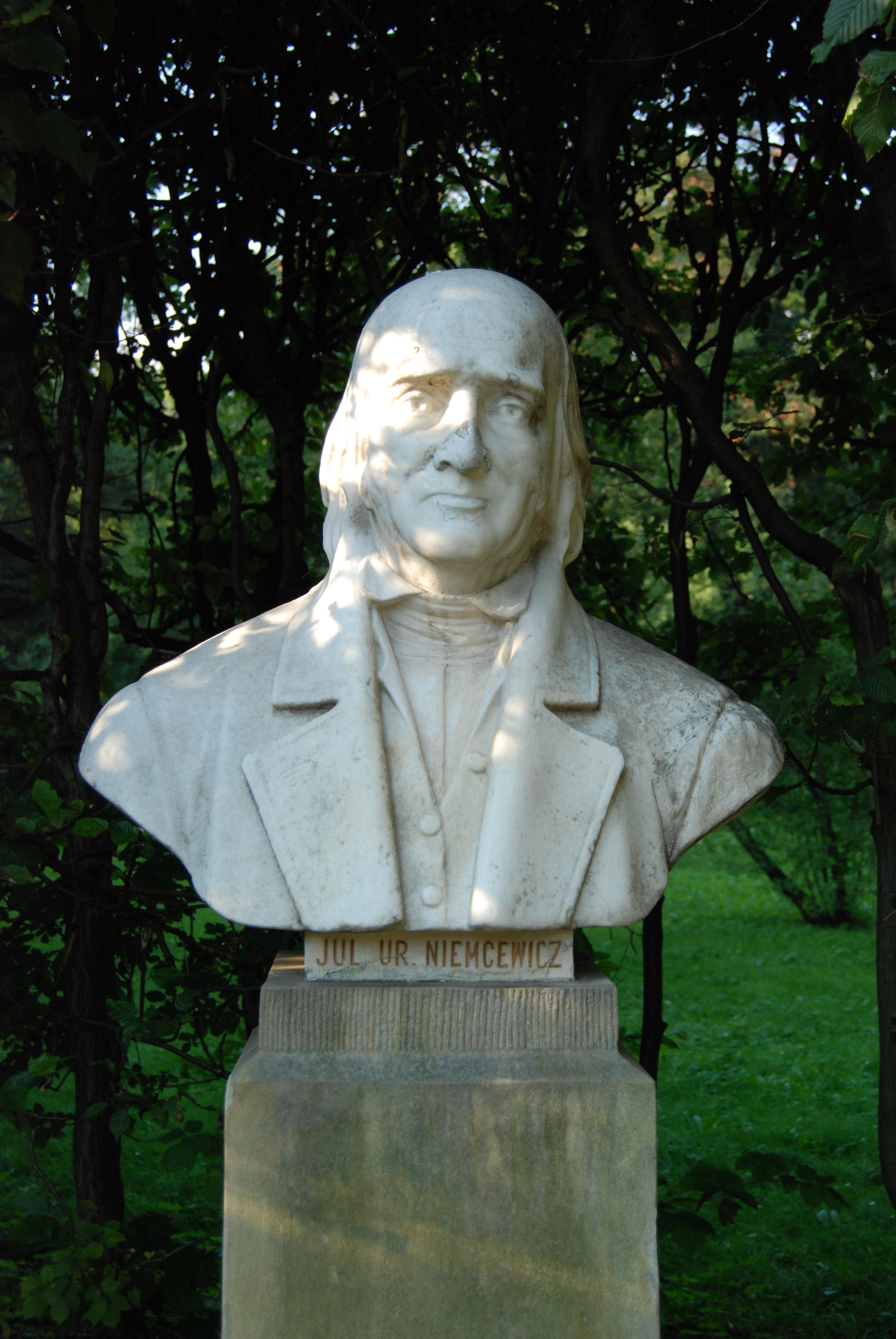
Бюст Юліана Нємцевича
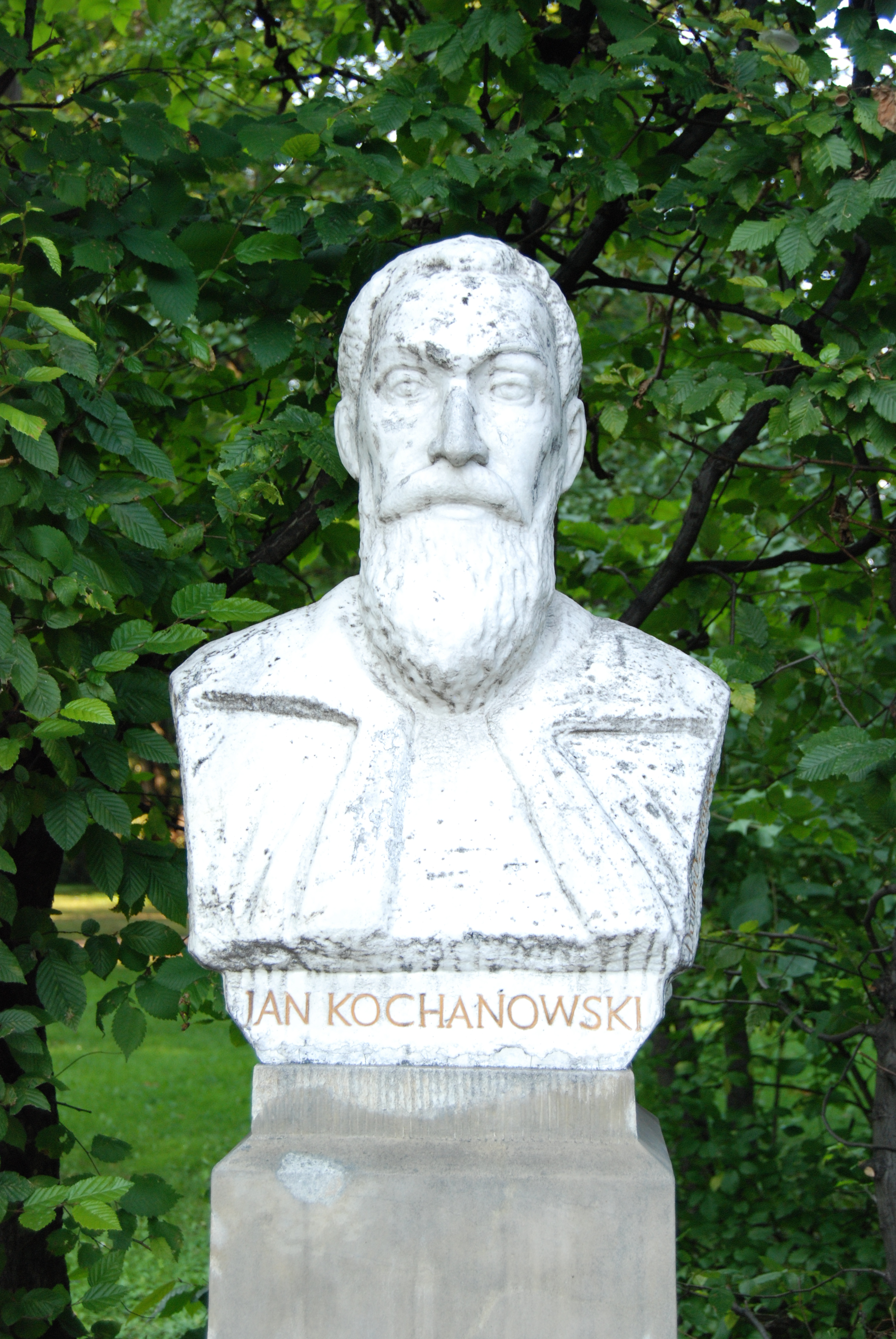
Бюст Яна Кохановського
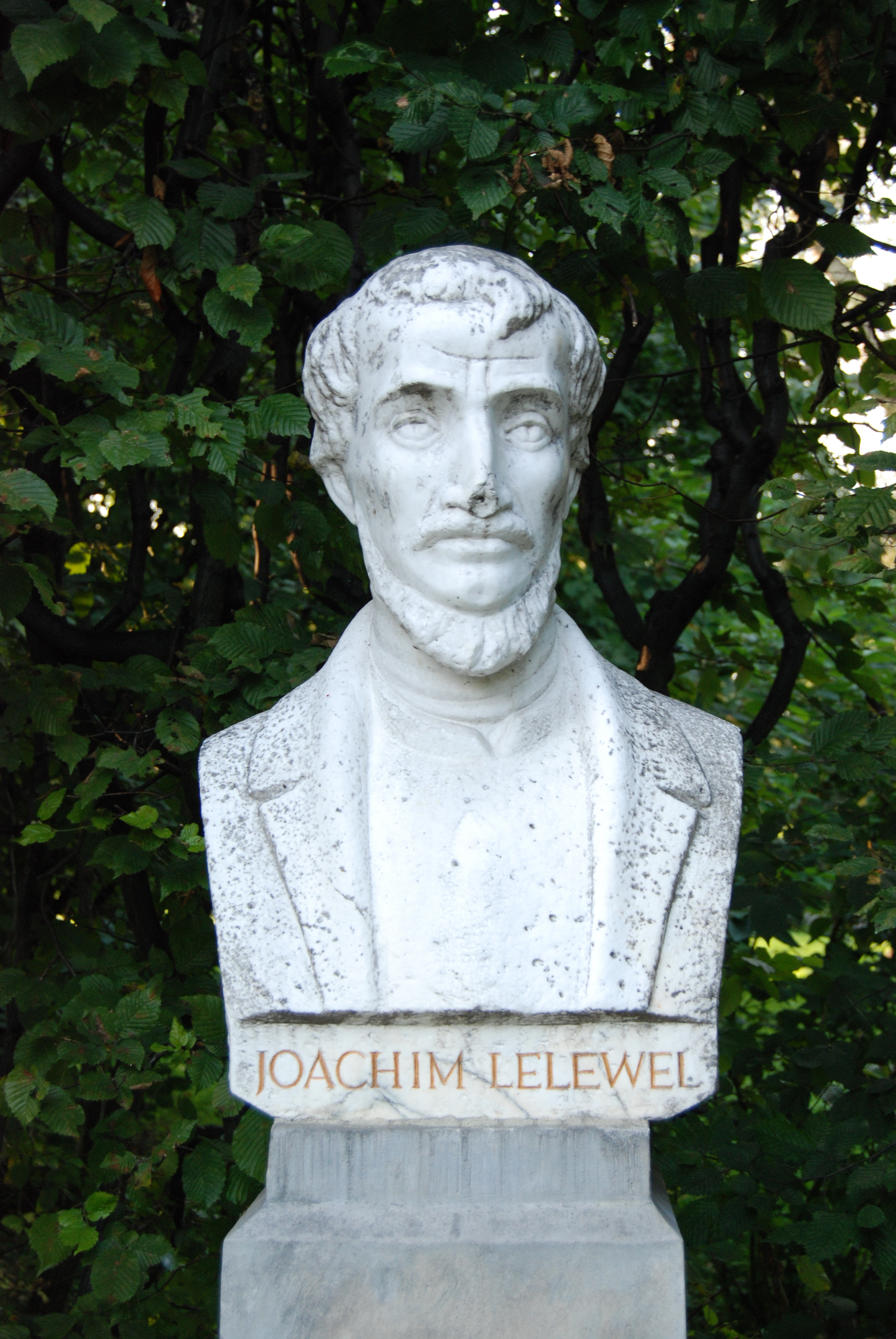
Бюст Йоахіма Лелевеля
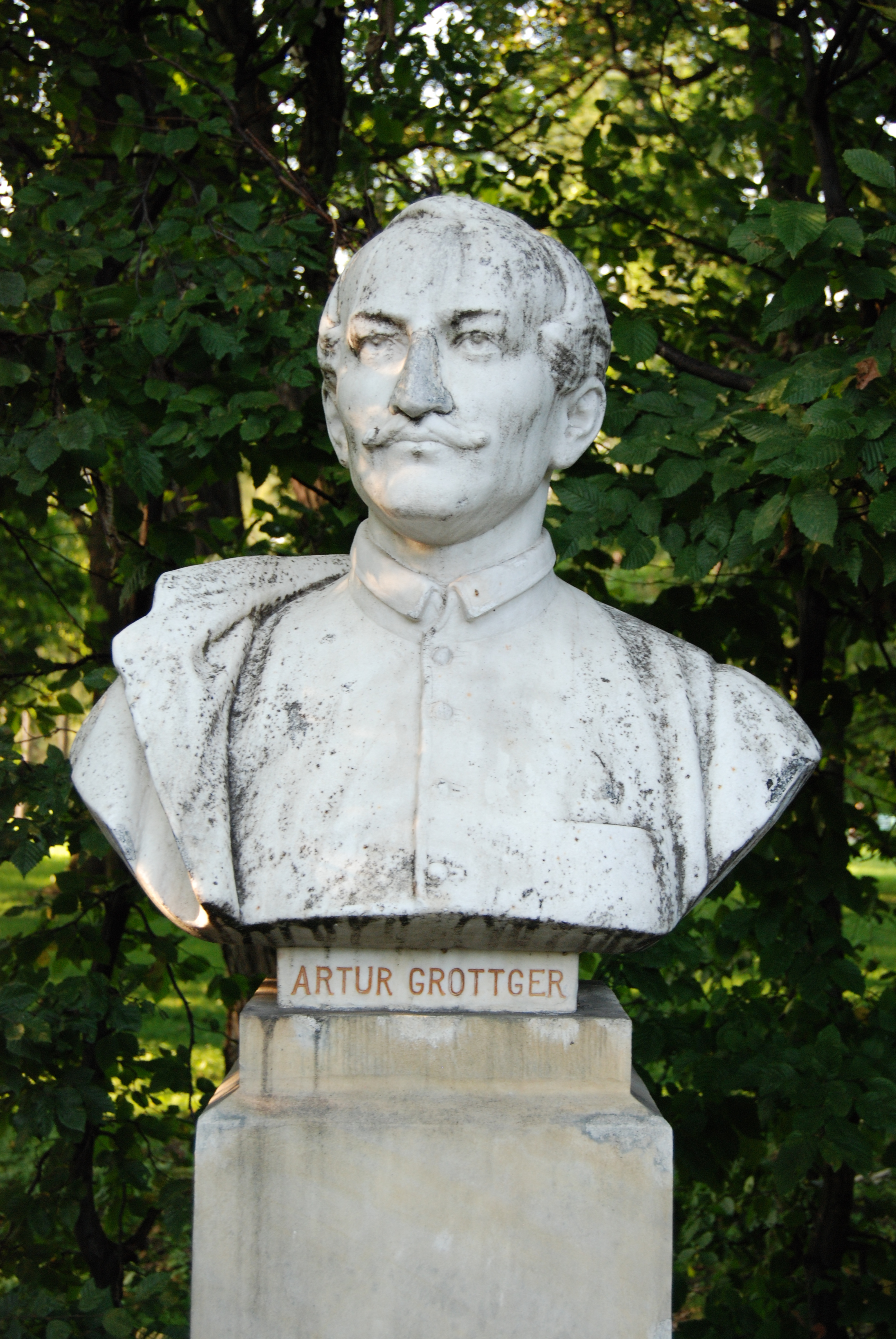
Бюст Артура Ґроттґера
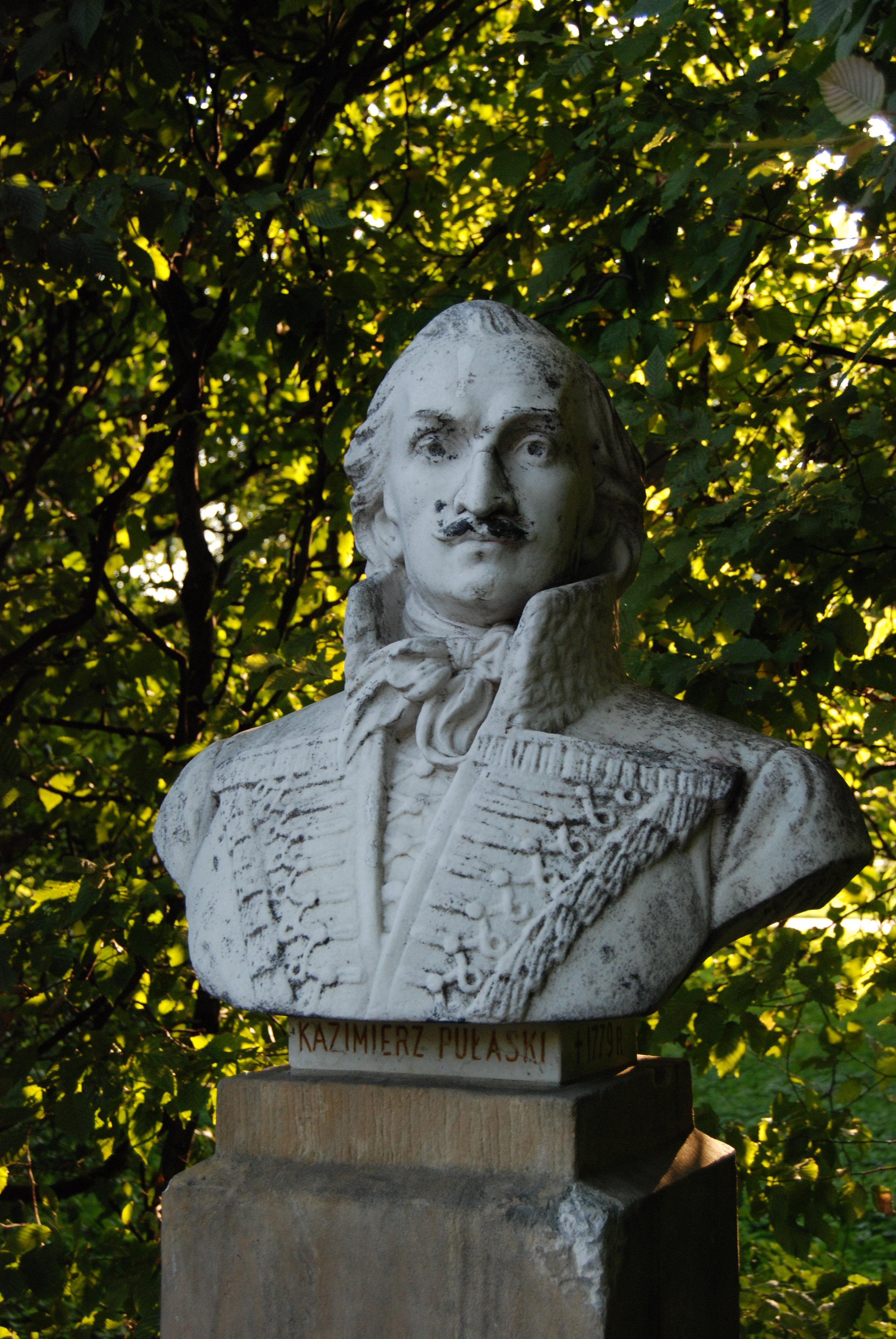
Бюст Казимира Пулавського
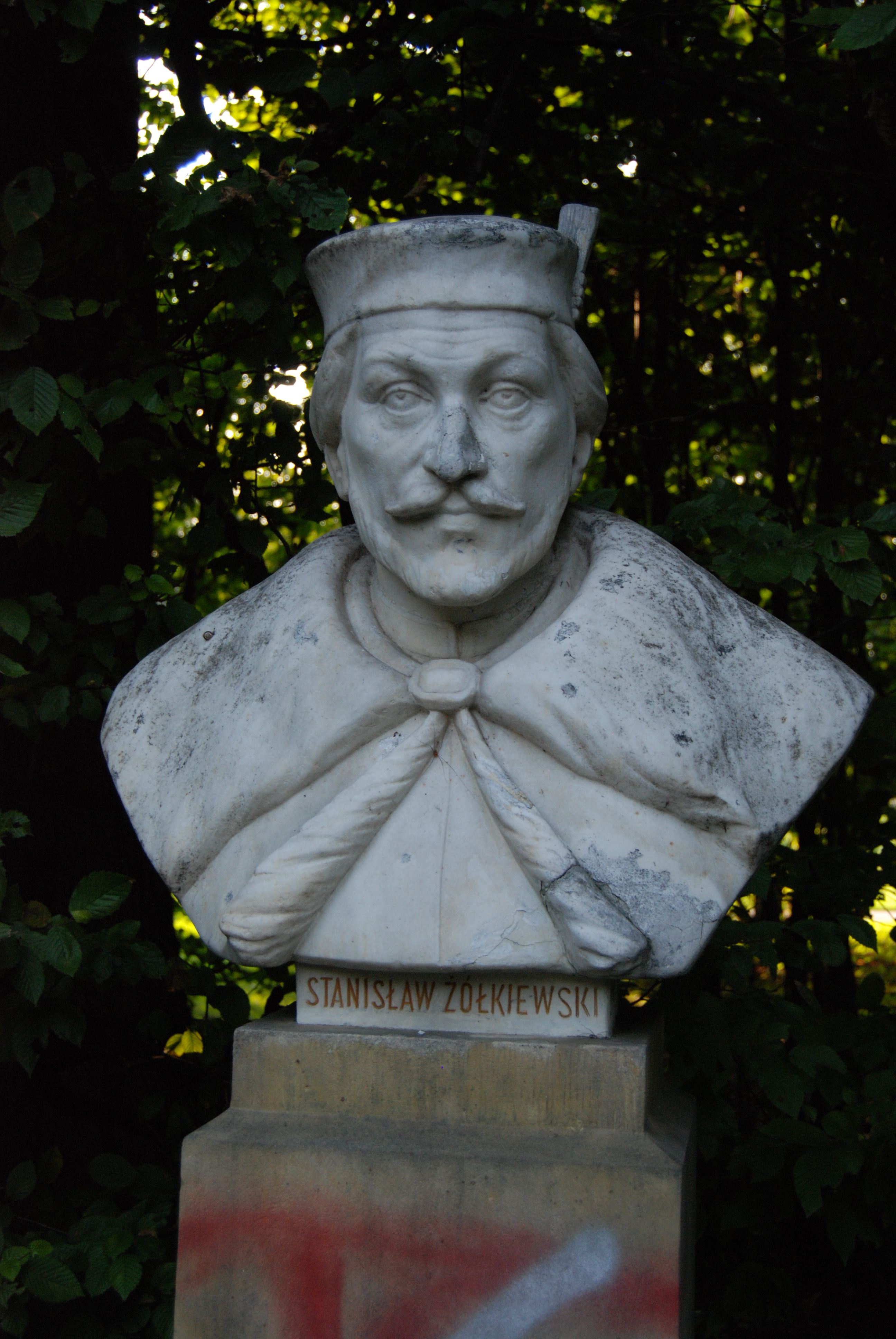
Бютс Станіслава Жолкевського
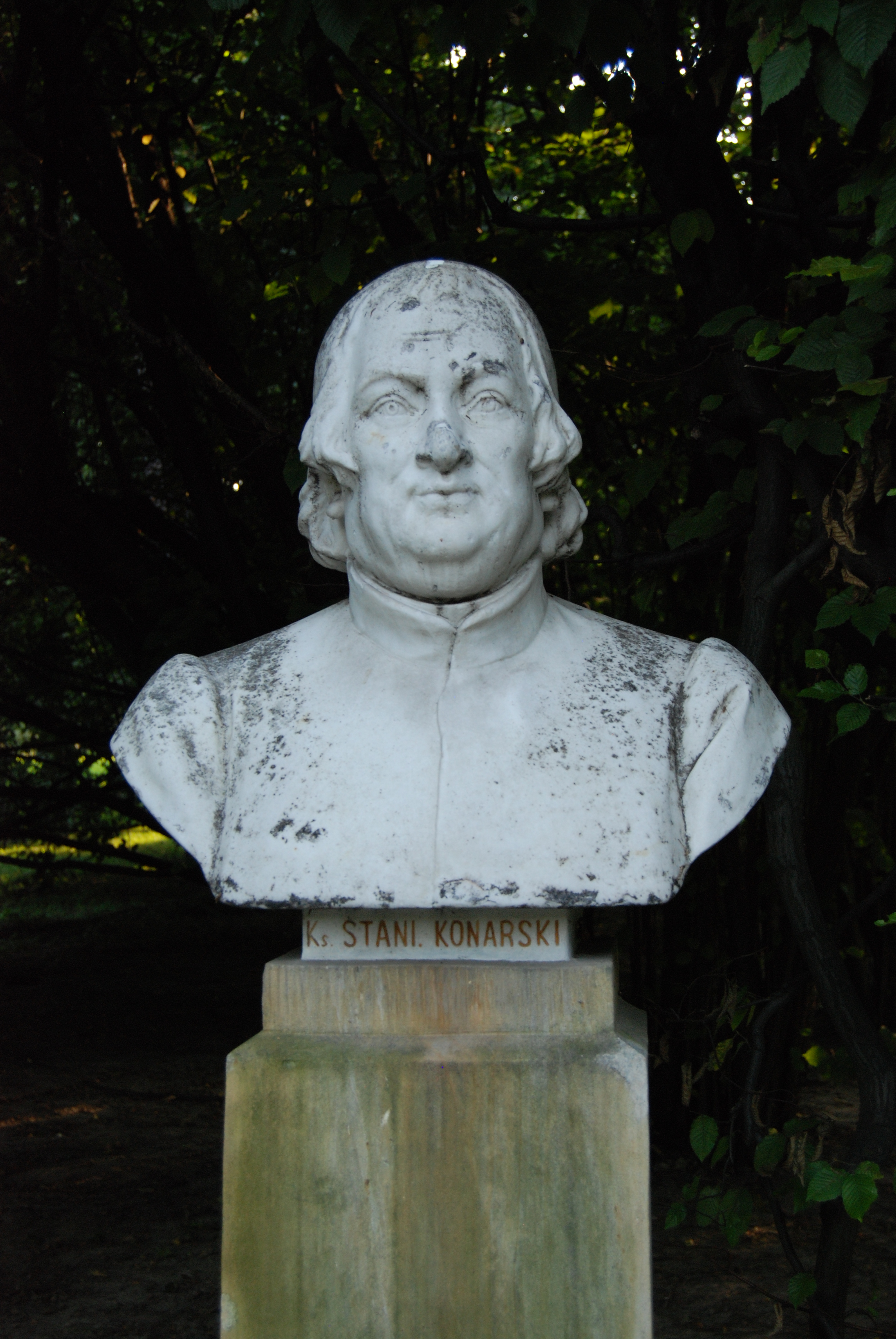
Бюст Фелікса Конарського
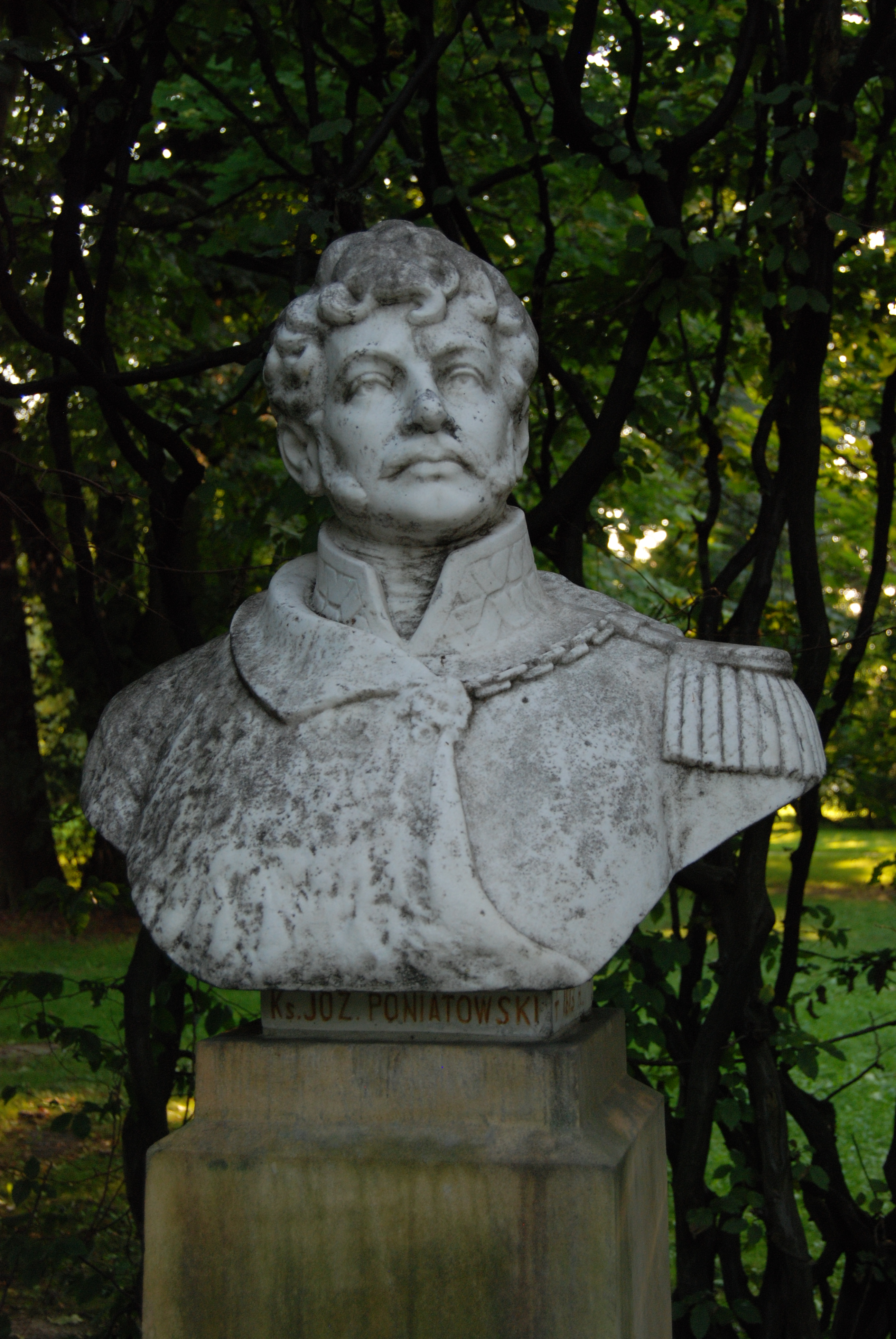
Бюст Юзефа Понятовського
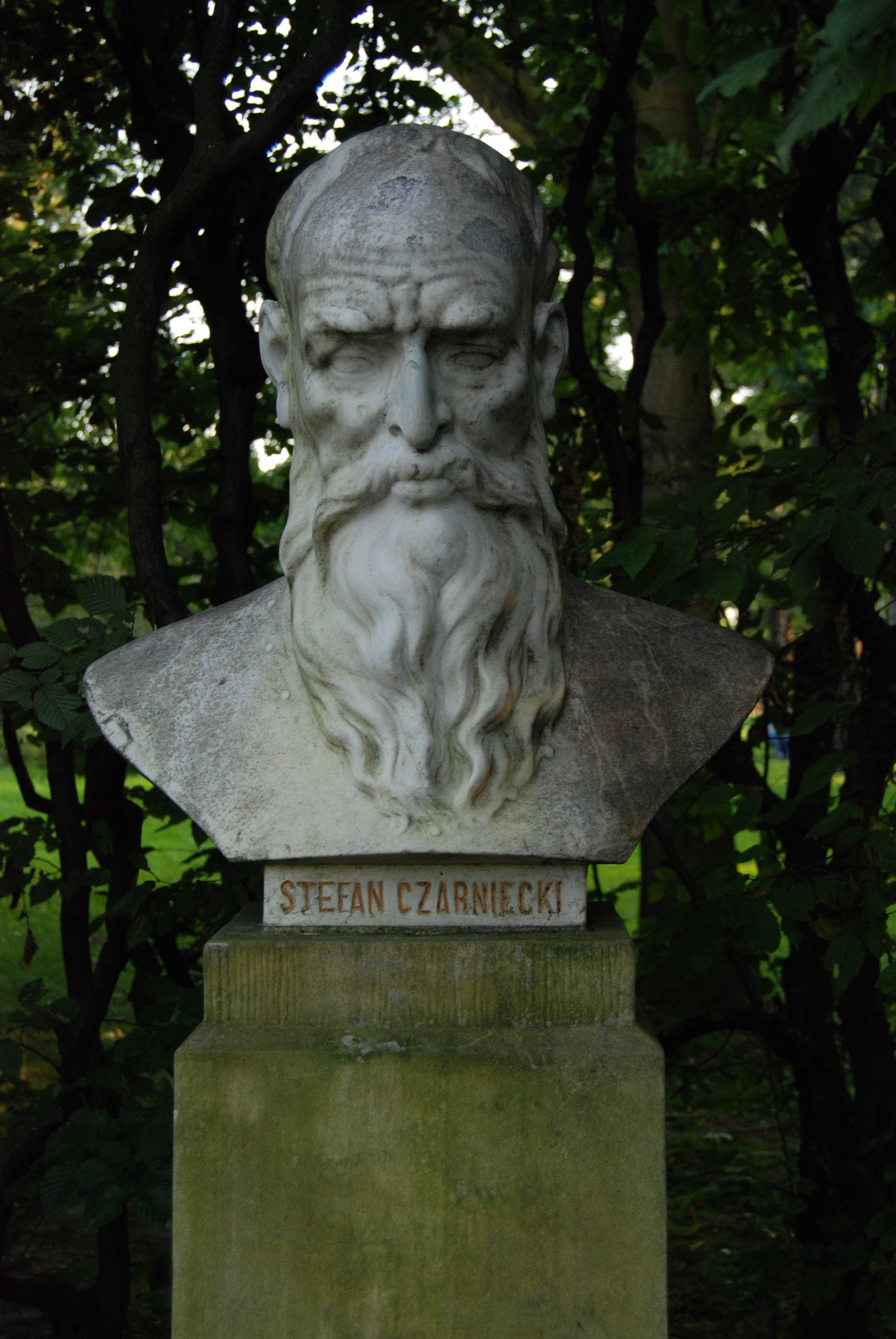
Бюст Стефана Чарнецького
Бюст Яна Длугоша

 На алеї, що знаходиться в центральному сквері парку, знаходяться такі бюсти: 

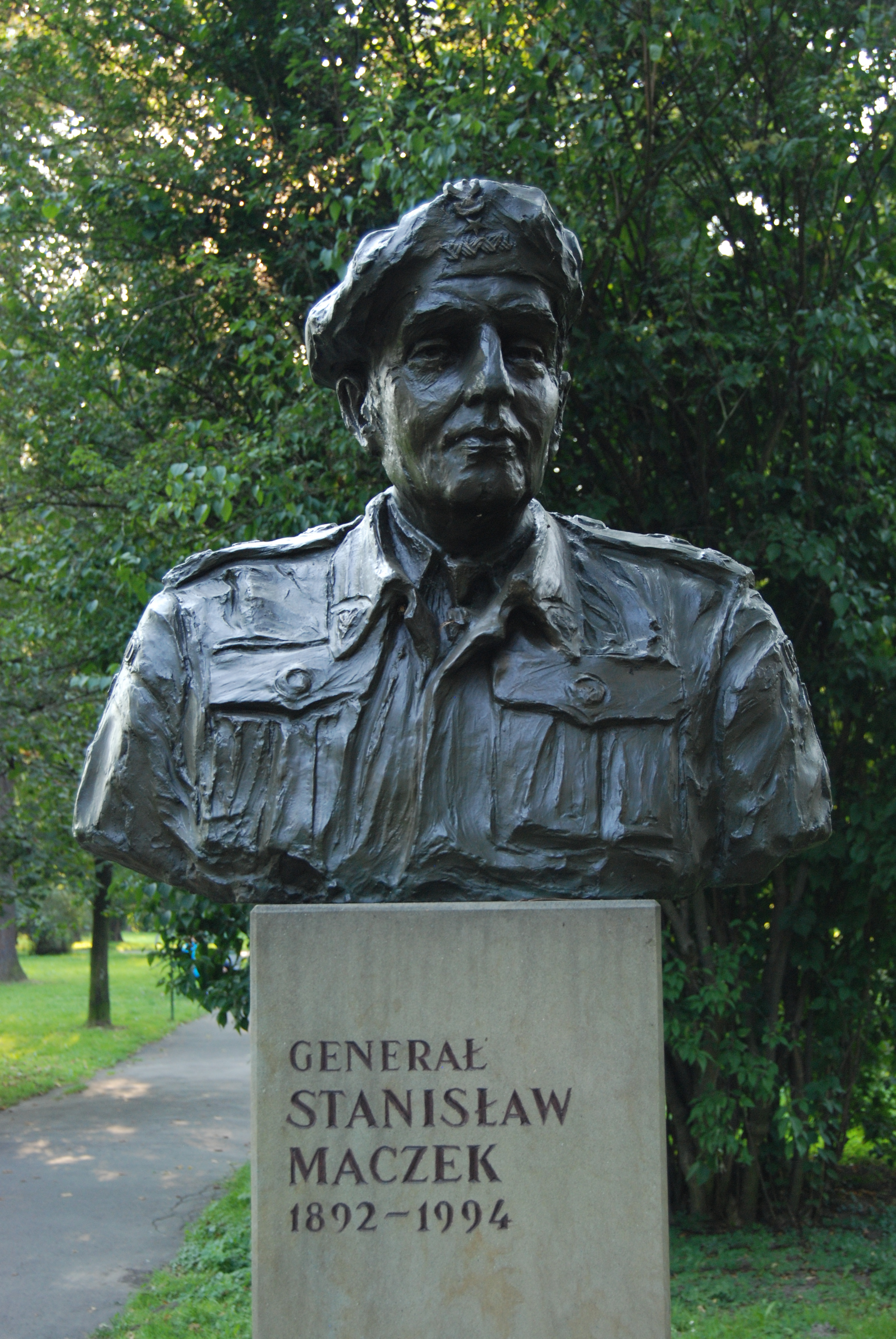
Бюст Станіслава Мачека (встановлено 5 червня 2010 року)
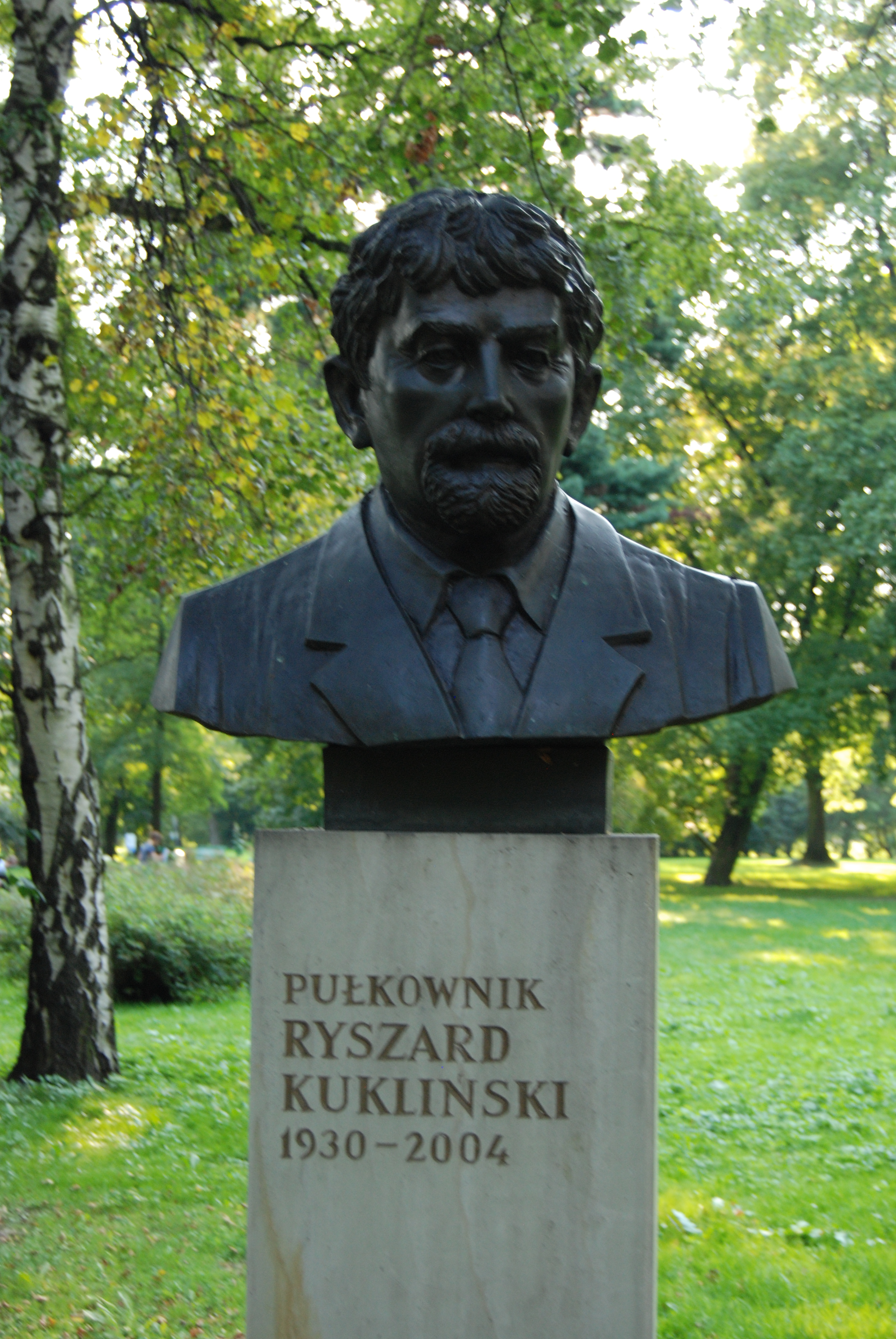
Бюст Ришарда Куклінського (встановлений 11 листопада 2006 року)
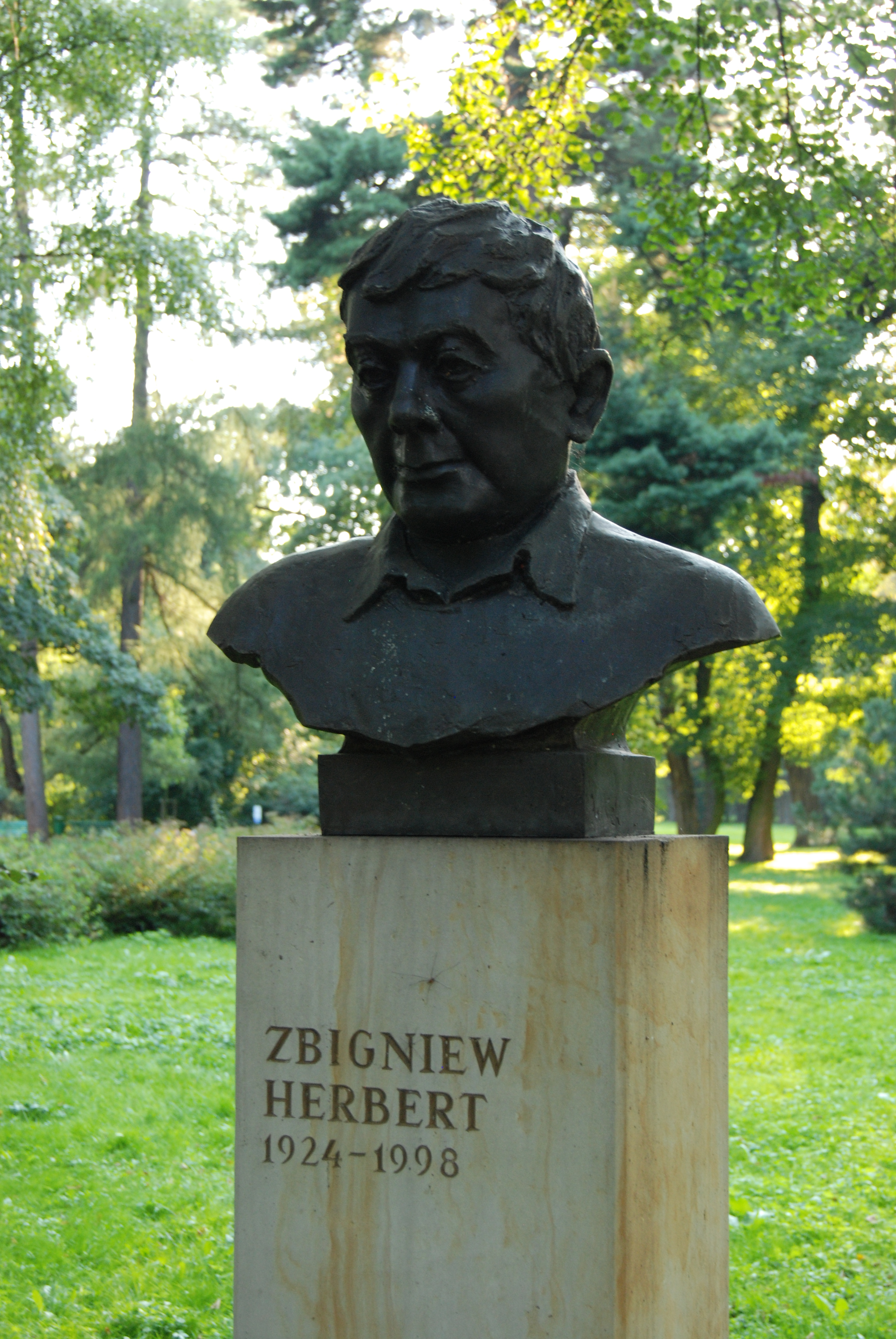
Бюст Збіґнєва Герберта (встановлений 29 жовтня 2006 року)
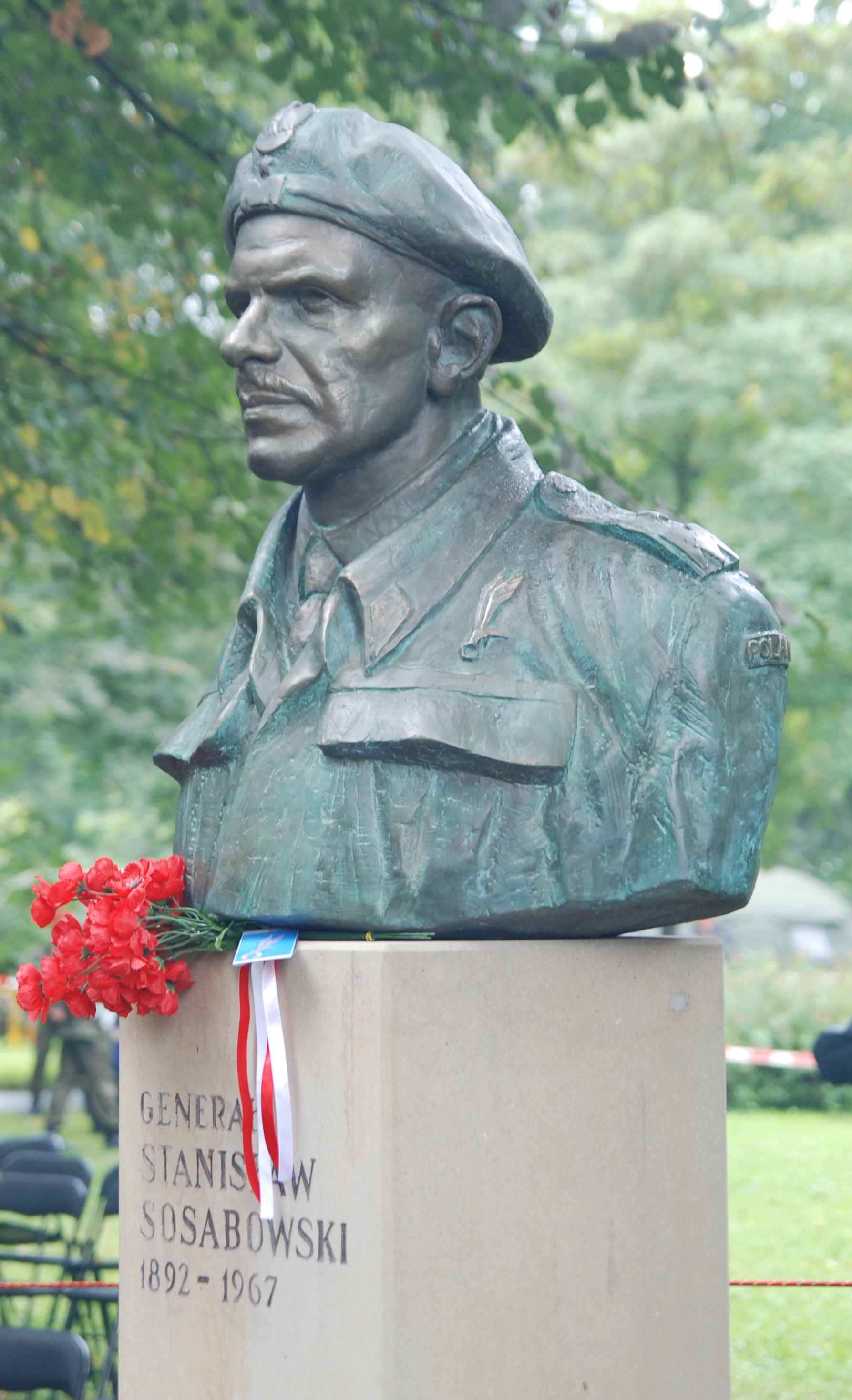
Бюст Станіслава Сосабовського (встановлено 1 вересня 2013 року)
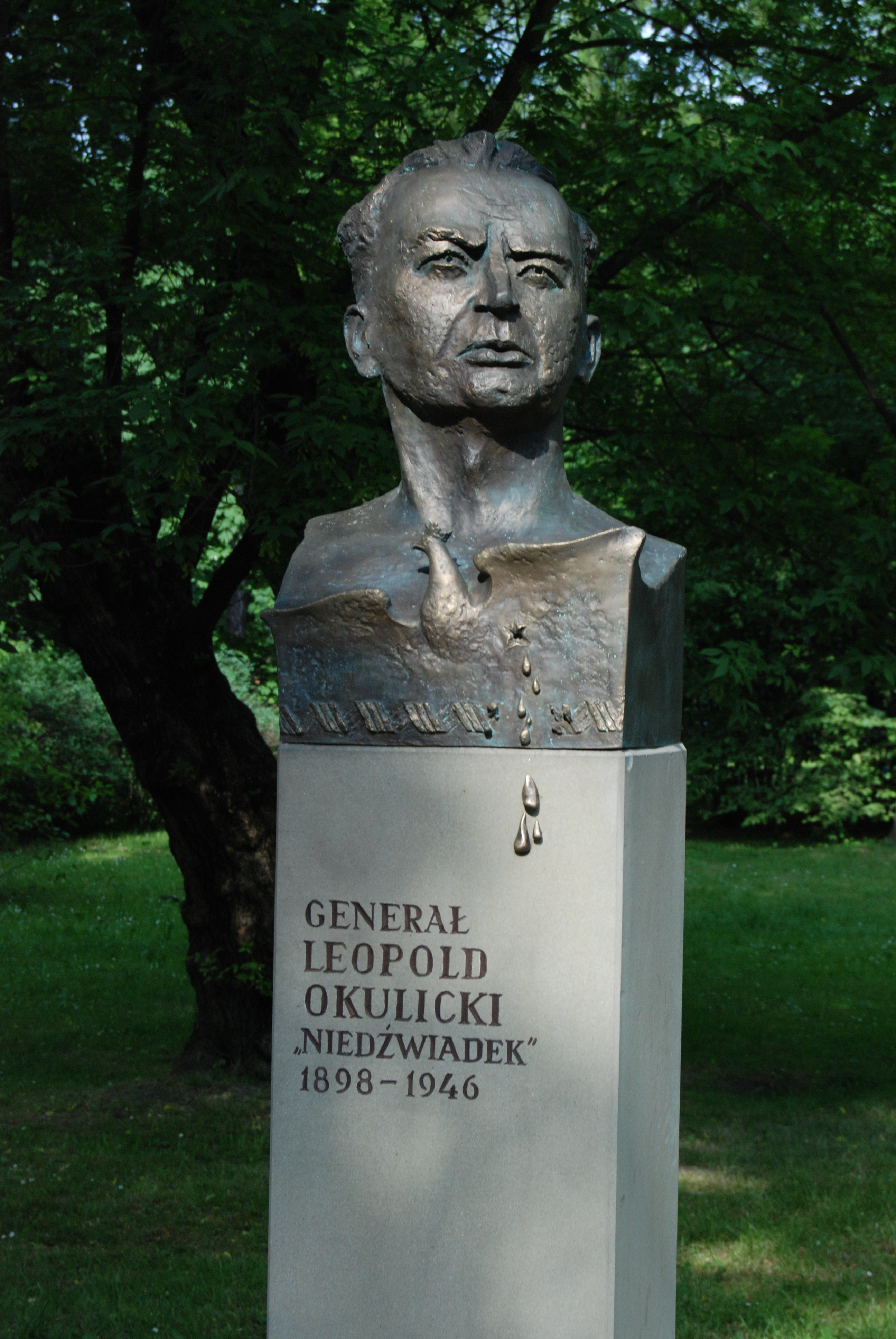
Бюст Леопольда Окулицького (встановлений 27 травня 2012 року [3] )
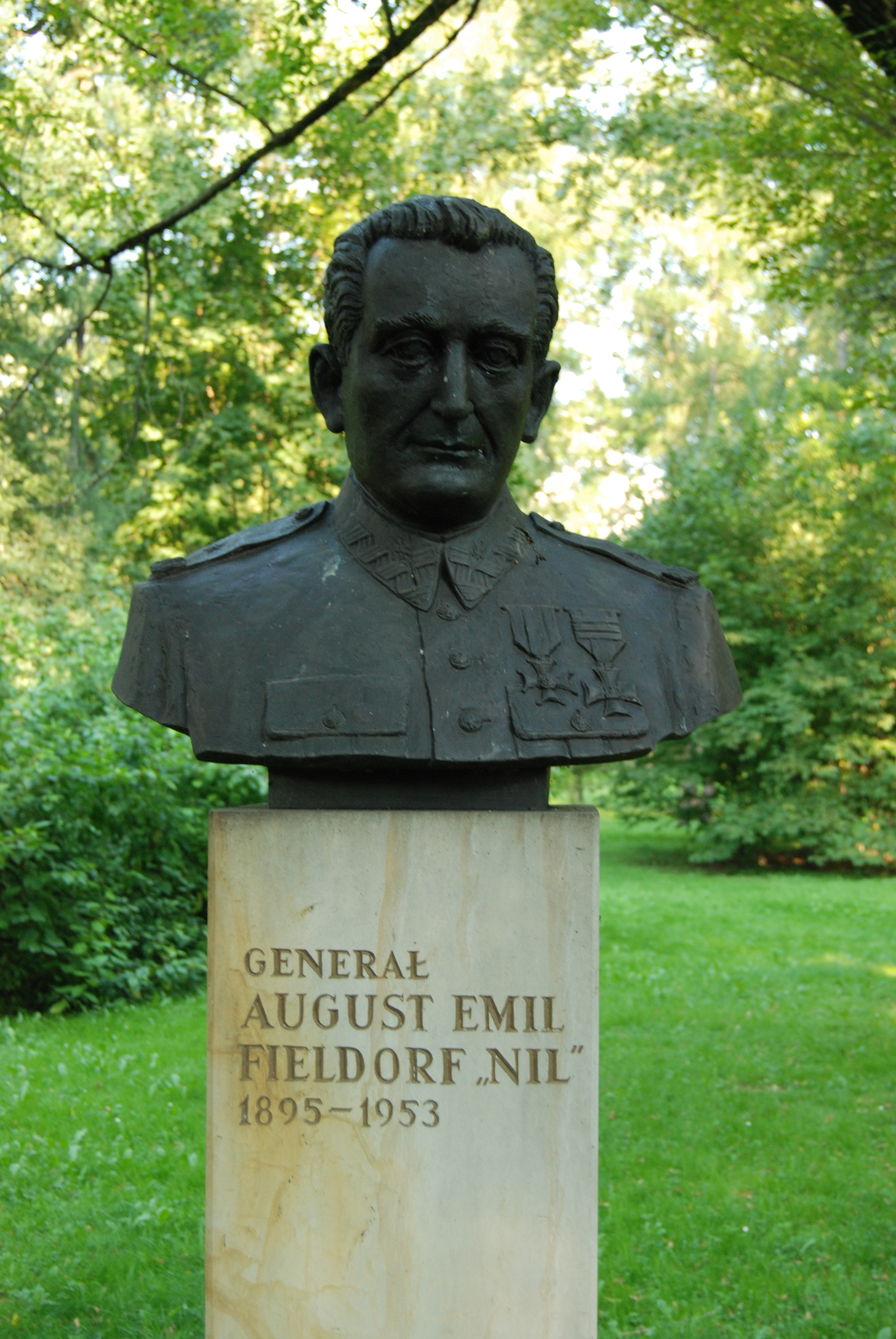
Бюст Августа Еміля Фільдорфа (встановлений 11 листопада 2007 року)
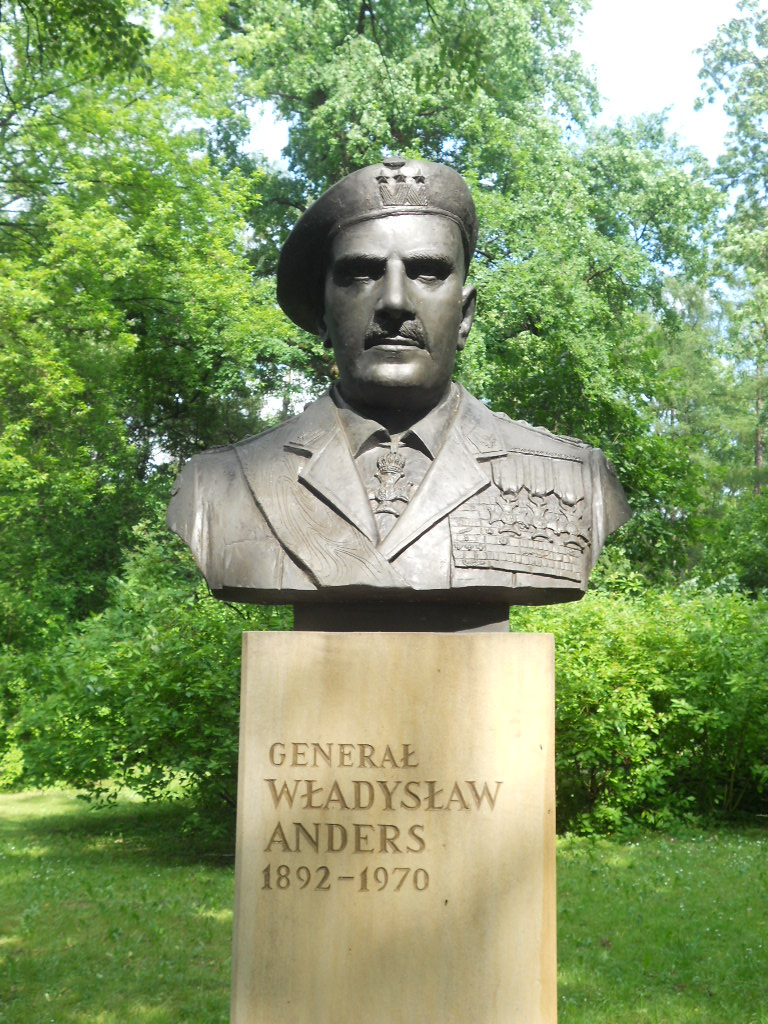
Бюст Владислава Андерса (встановлений 18 травня 2007 року)
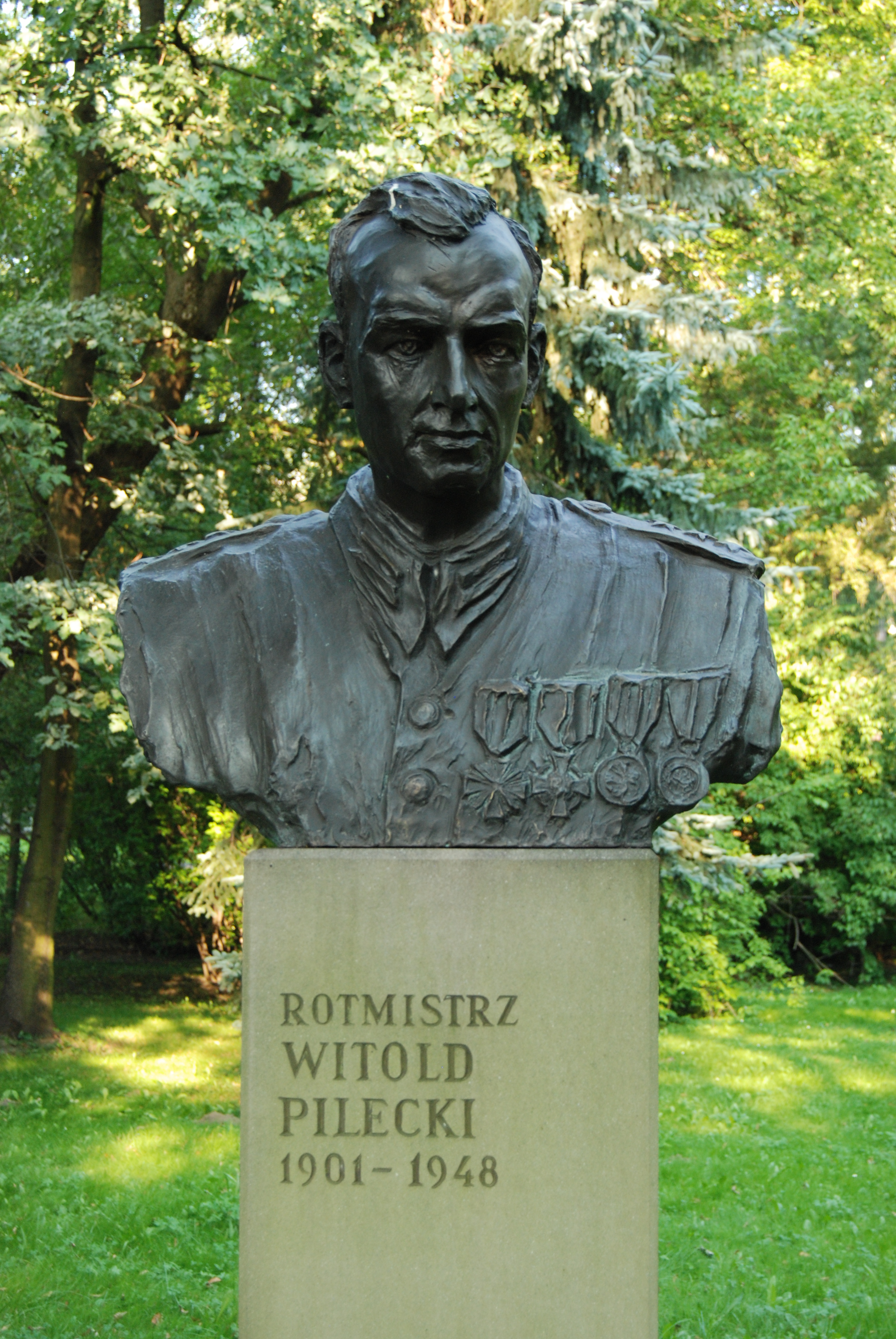
Бюст Вітольда Пілецького (встановлено 25 травня 2008 року)

 На алеї з боку Краківських луків знаходяться наступні бюсти: 

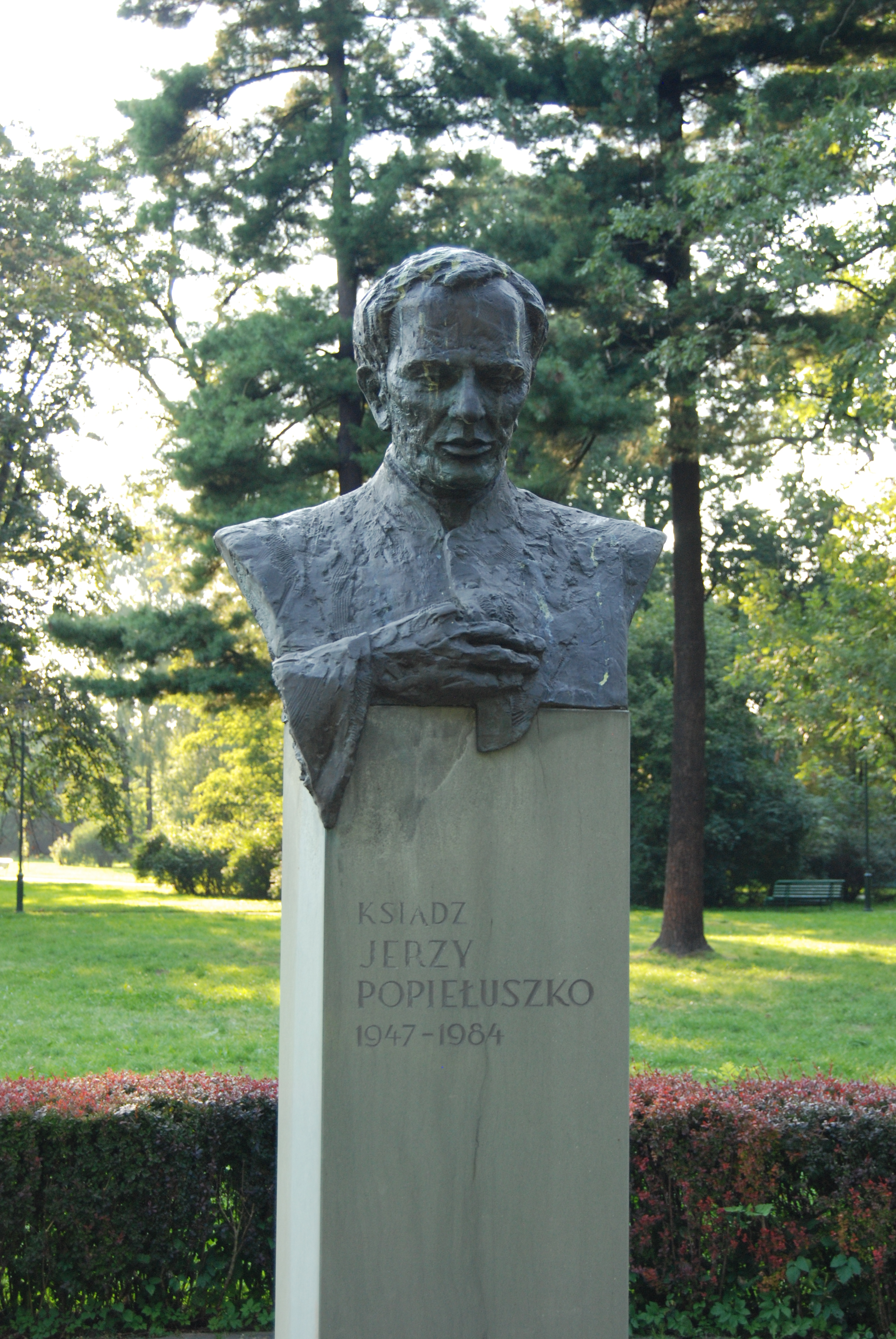
Бюст Єжи Попелушко (встановлений 13 грудня 2000 року)
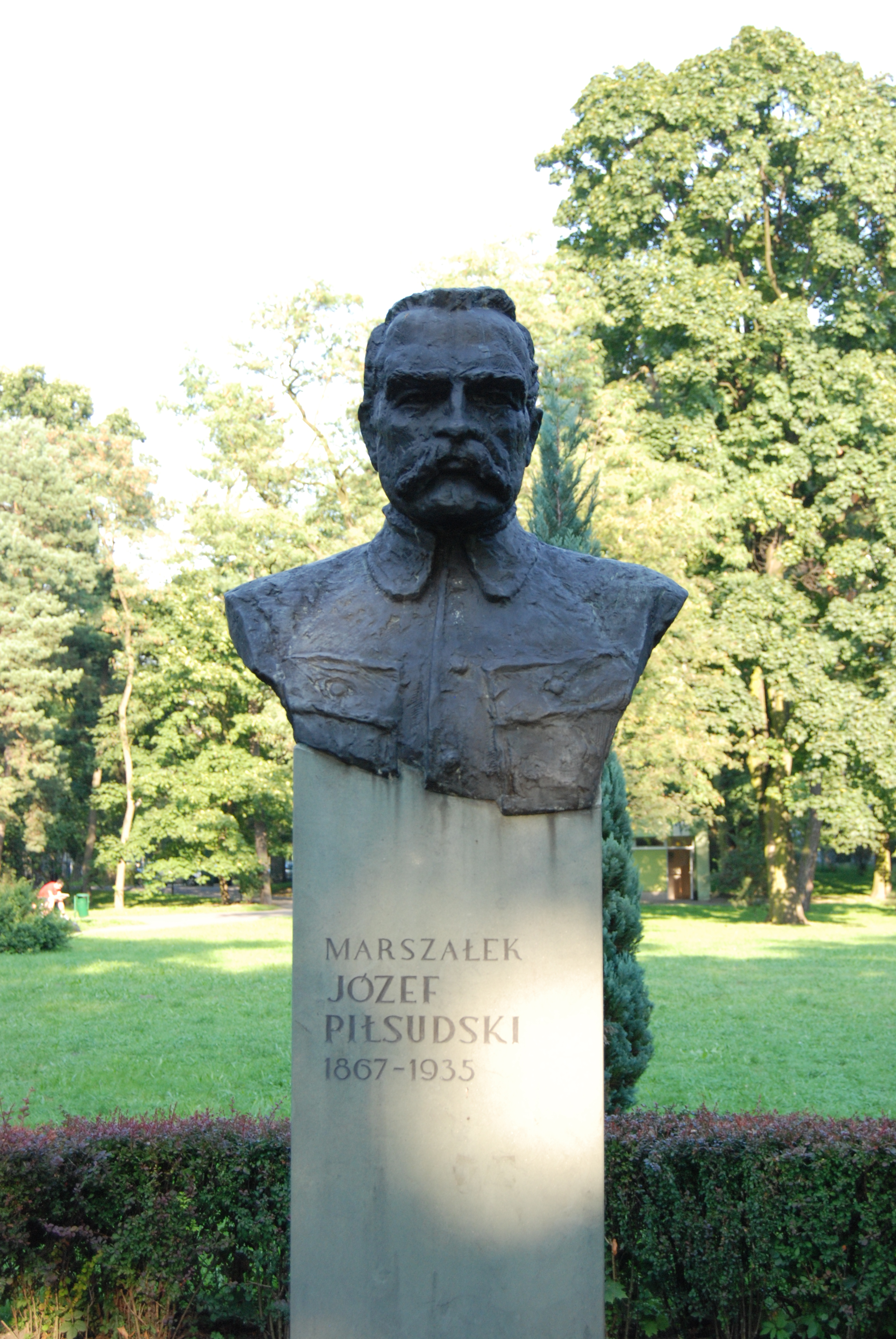
Бюст Юзефа Пілсудського
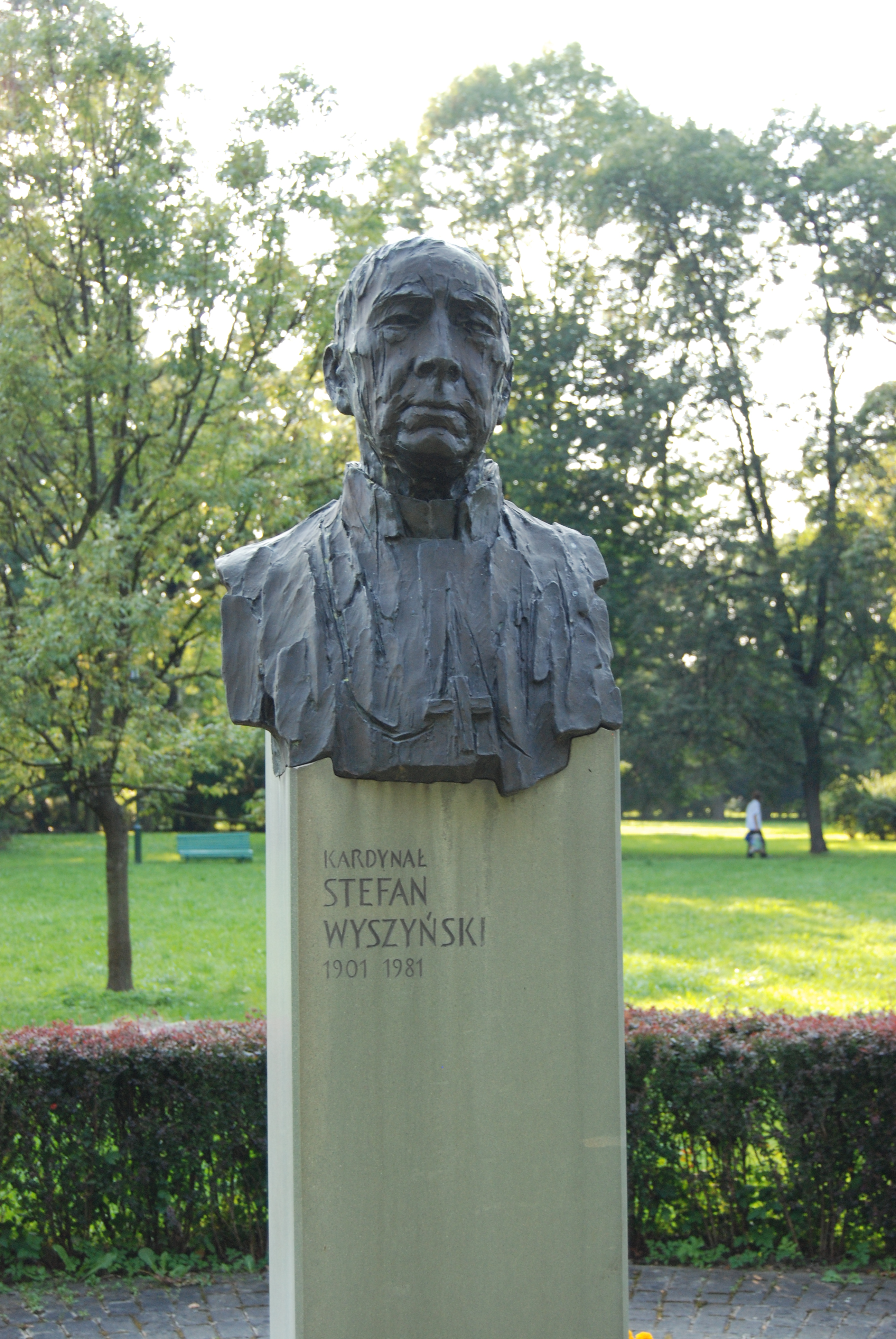
Бюст Станіслава Вишинського
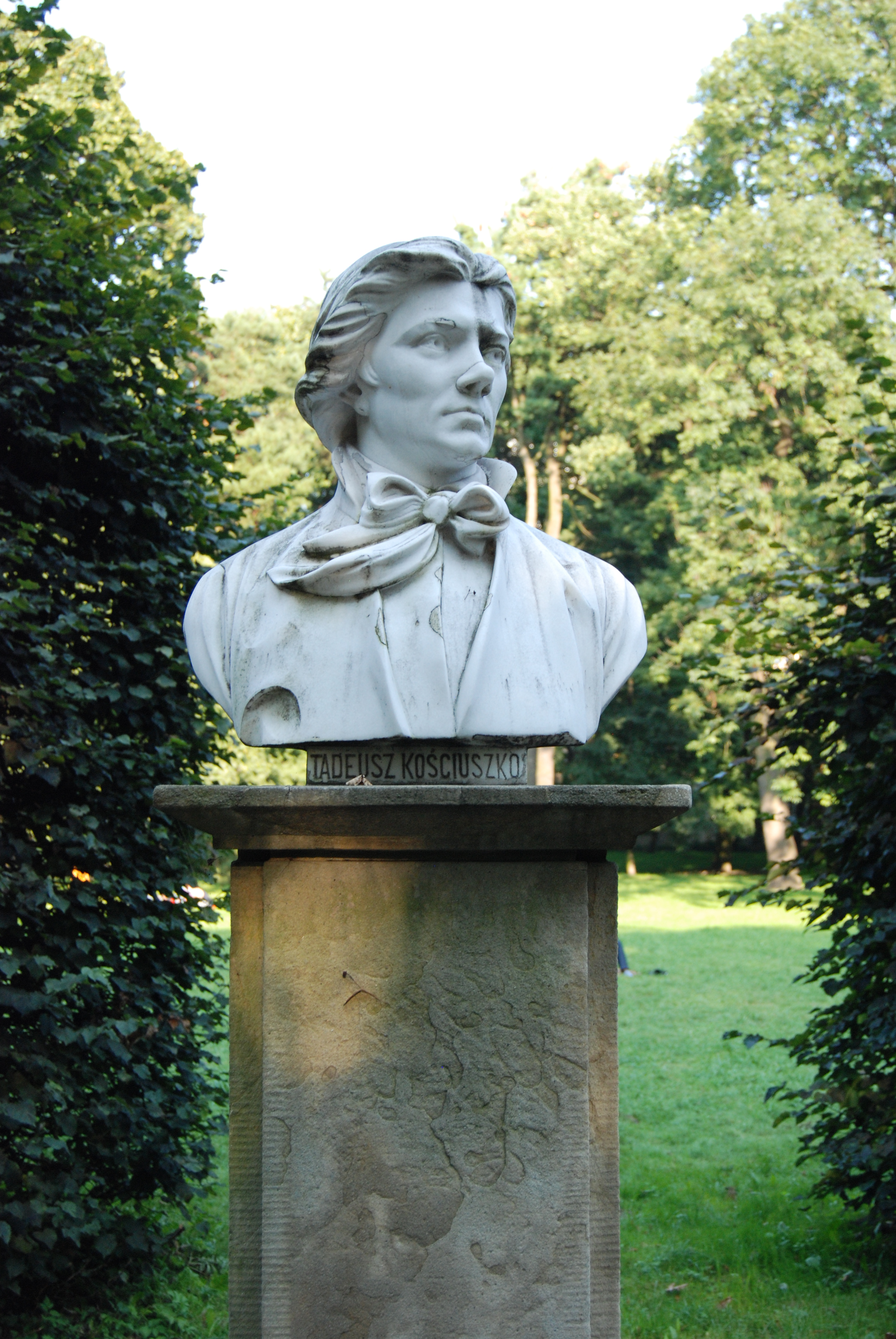
Бюст Тадеуша Костюшко
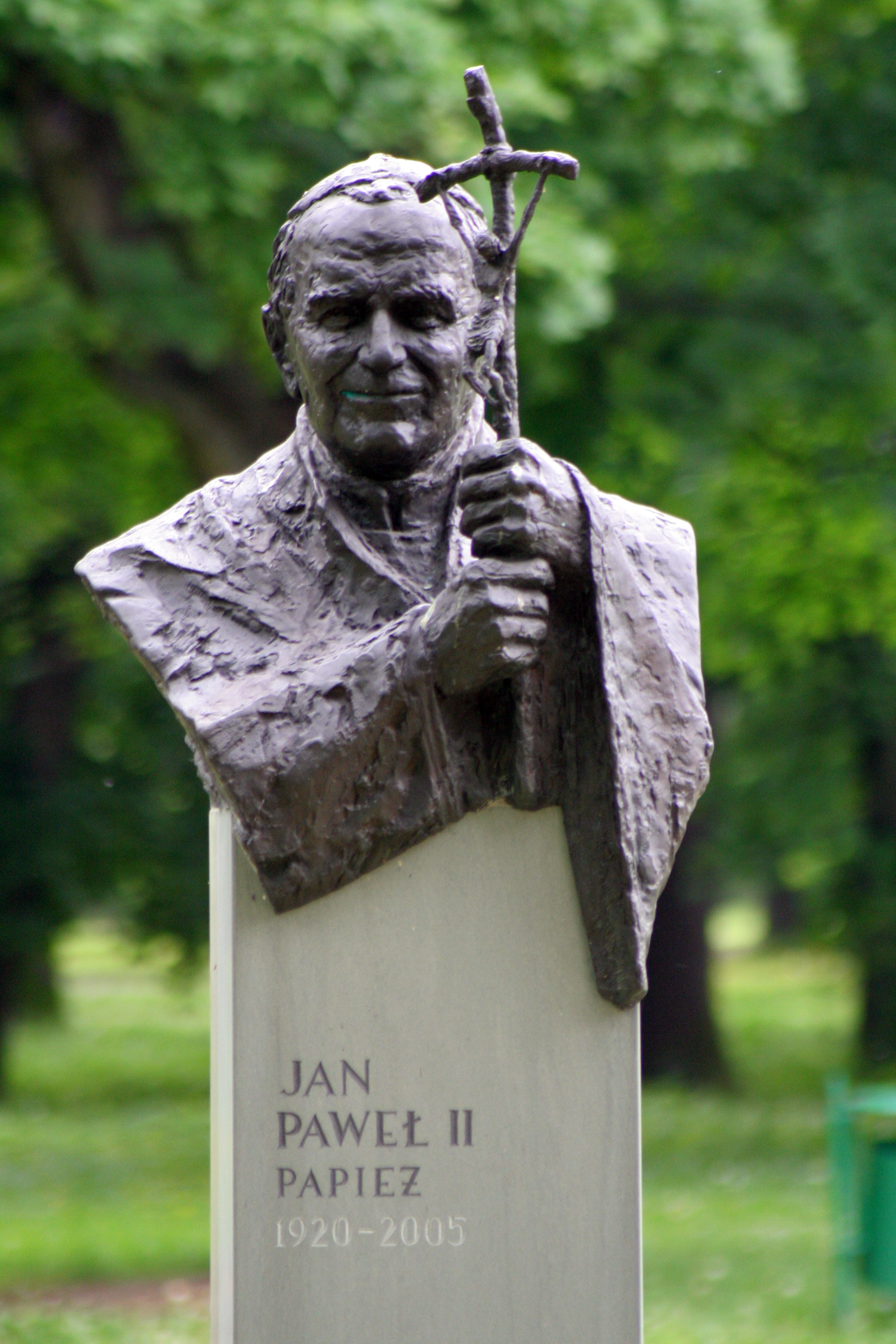
Бюст Івана Павла II (встановлений 11 листопада 2000 року)
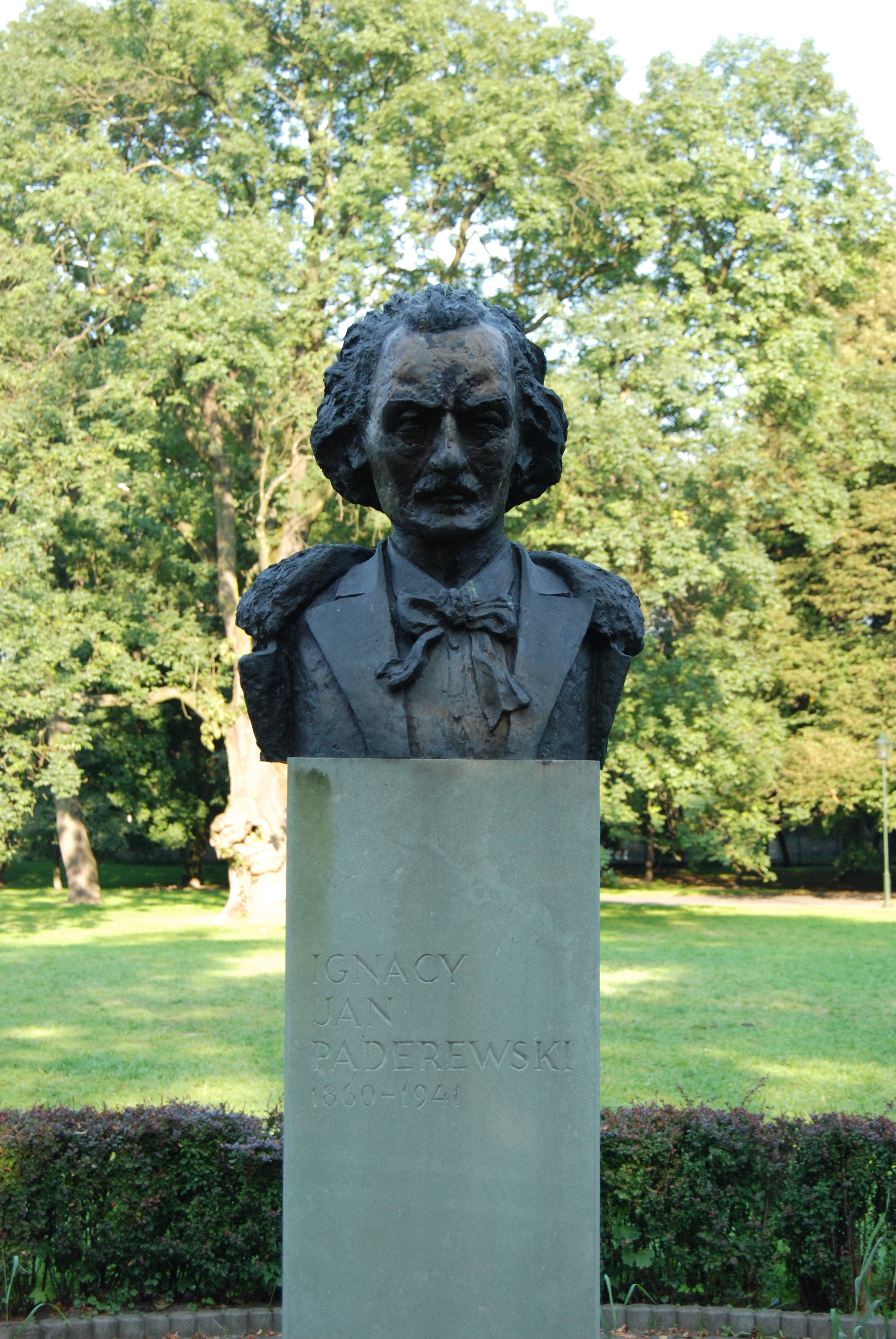
Бюст Ігнація Яна Падеревського (встановлений 11 листопада 2003 року)
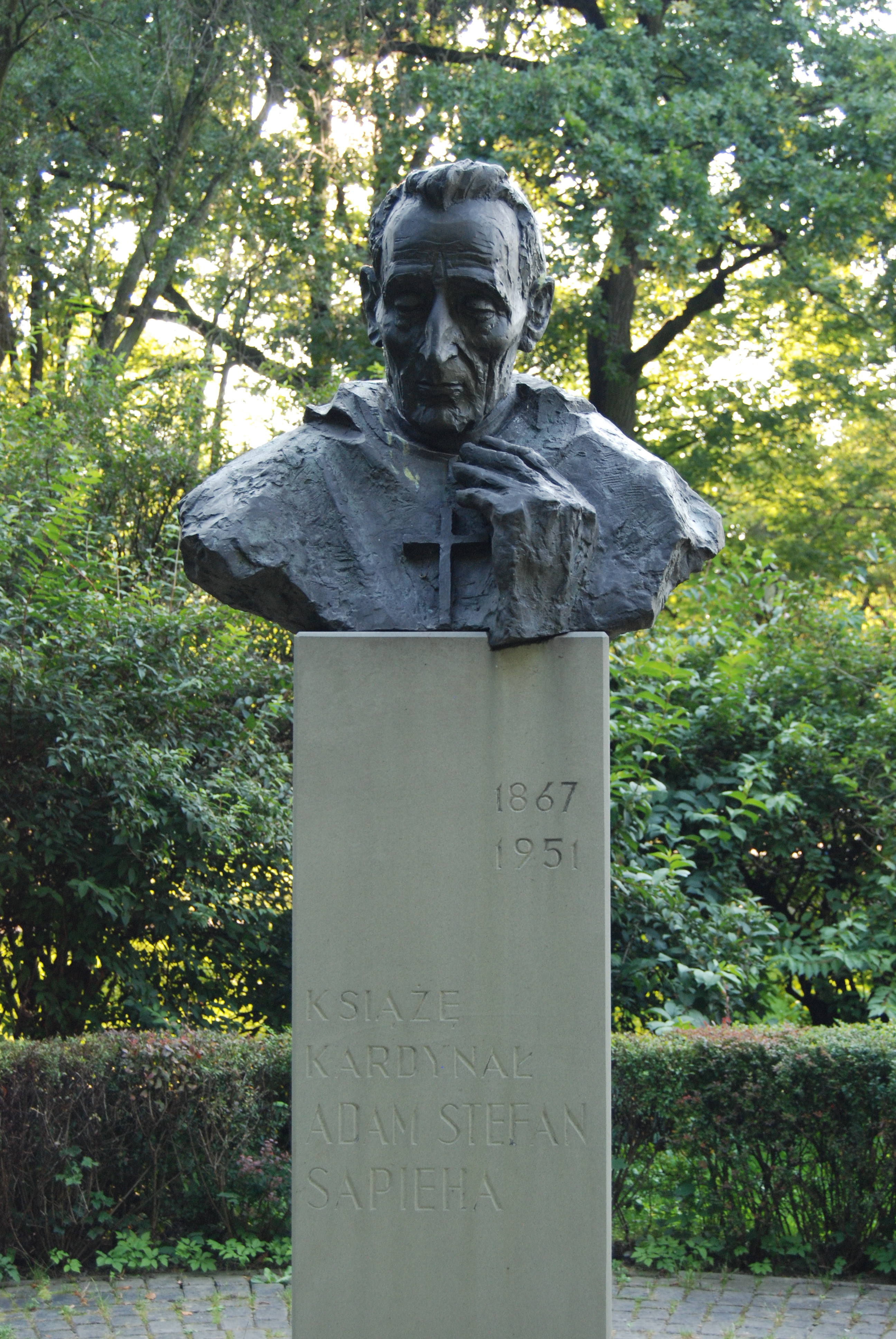
Бюст Адама Стефана Сапеги (встановлений 23 липня 2001 року)
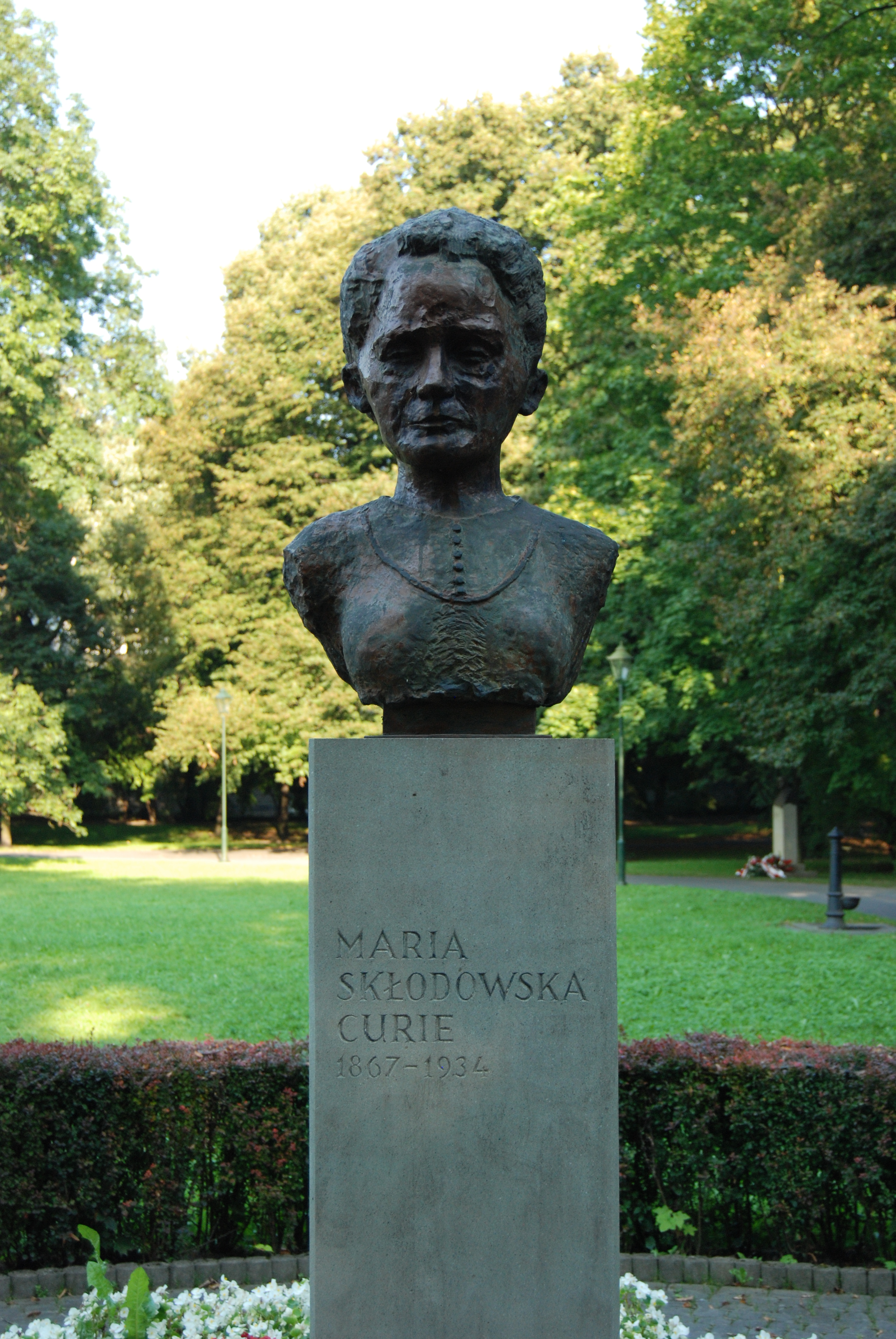
Бюст  Марії Склодовської-Кюрі

 На алеї, розташованій неподалік від четвертої групи бюстів, в напрямку виходу до алеї Міцкевича, знаходяться такі бюсти: 

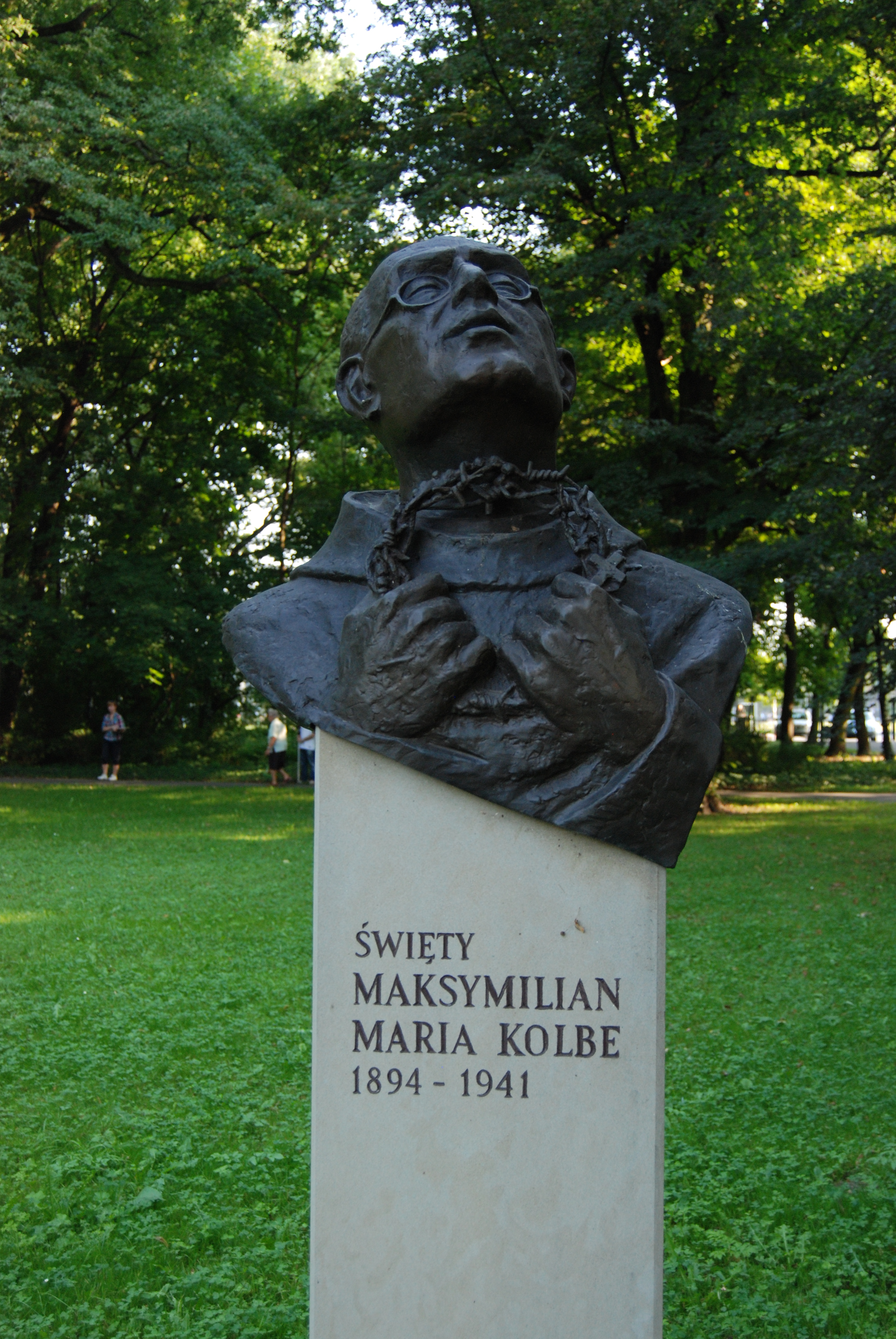
Бюст Максиміліана Кольбе (встановлене 30 серпня 2009 року)
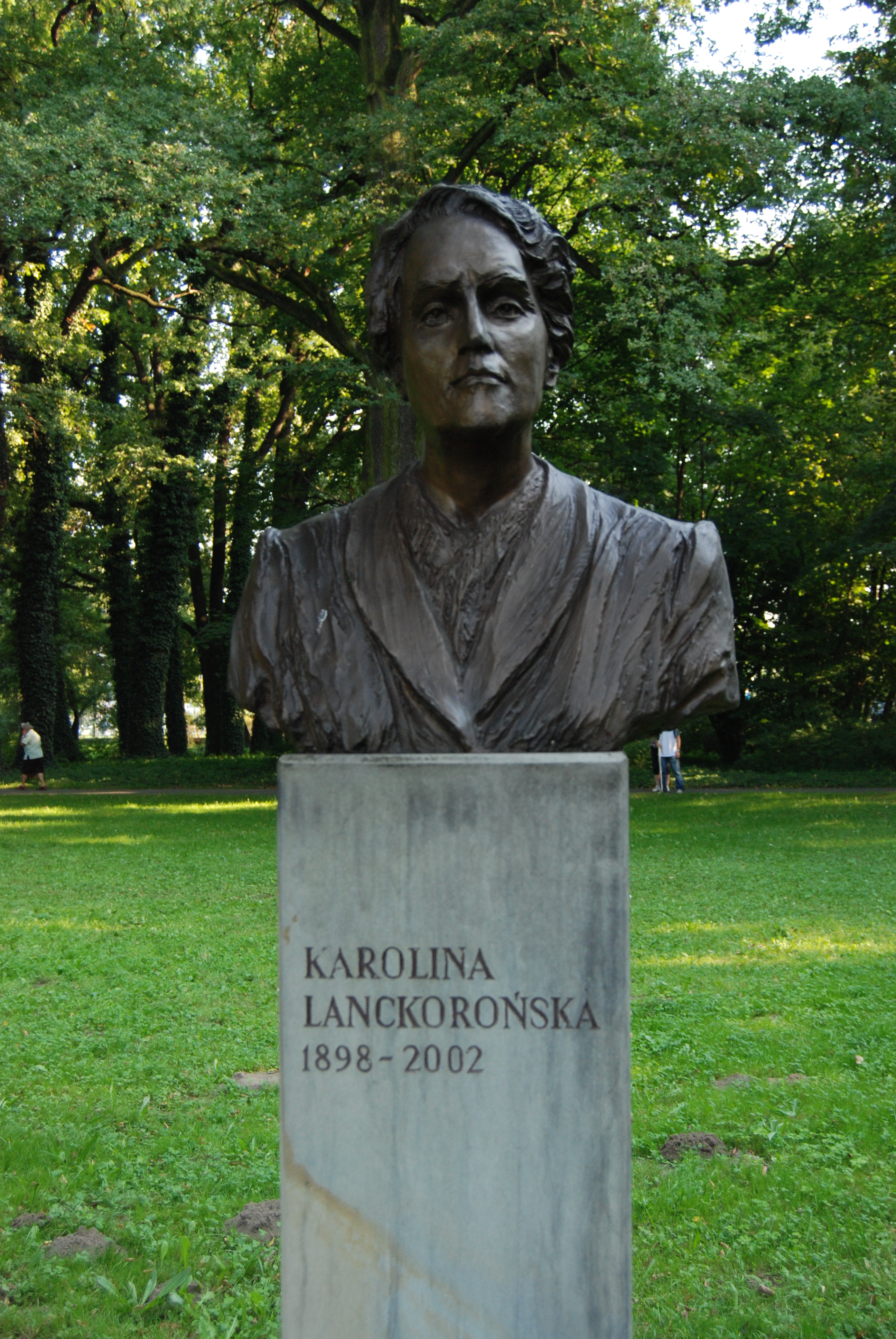
Бюст Кароліни Ланцкоронської (встановлений 2 травня 2010 року)
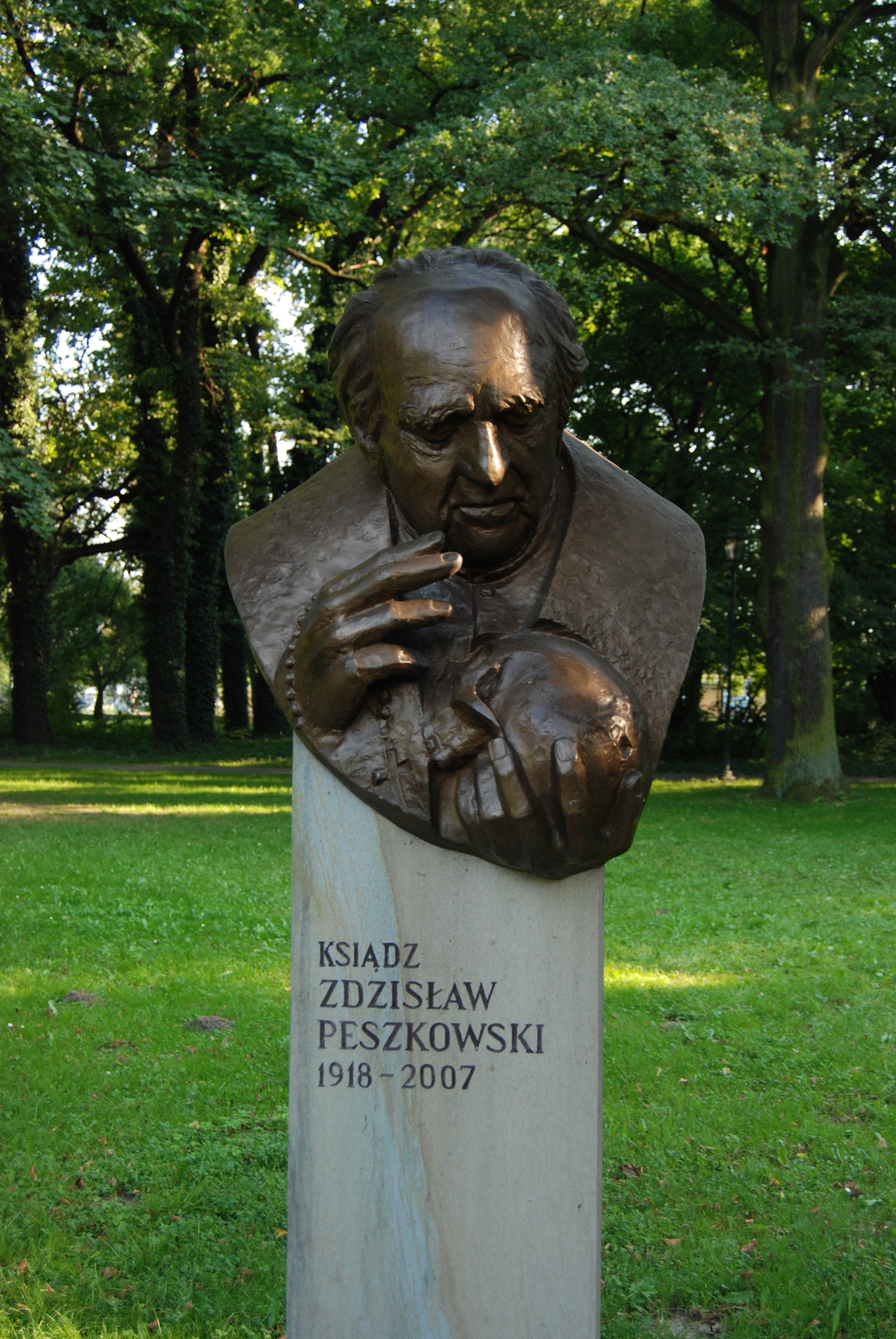
Бюст Здзислава Пєшковського (встановлений 17 вересня 2010 року)
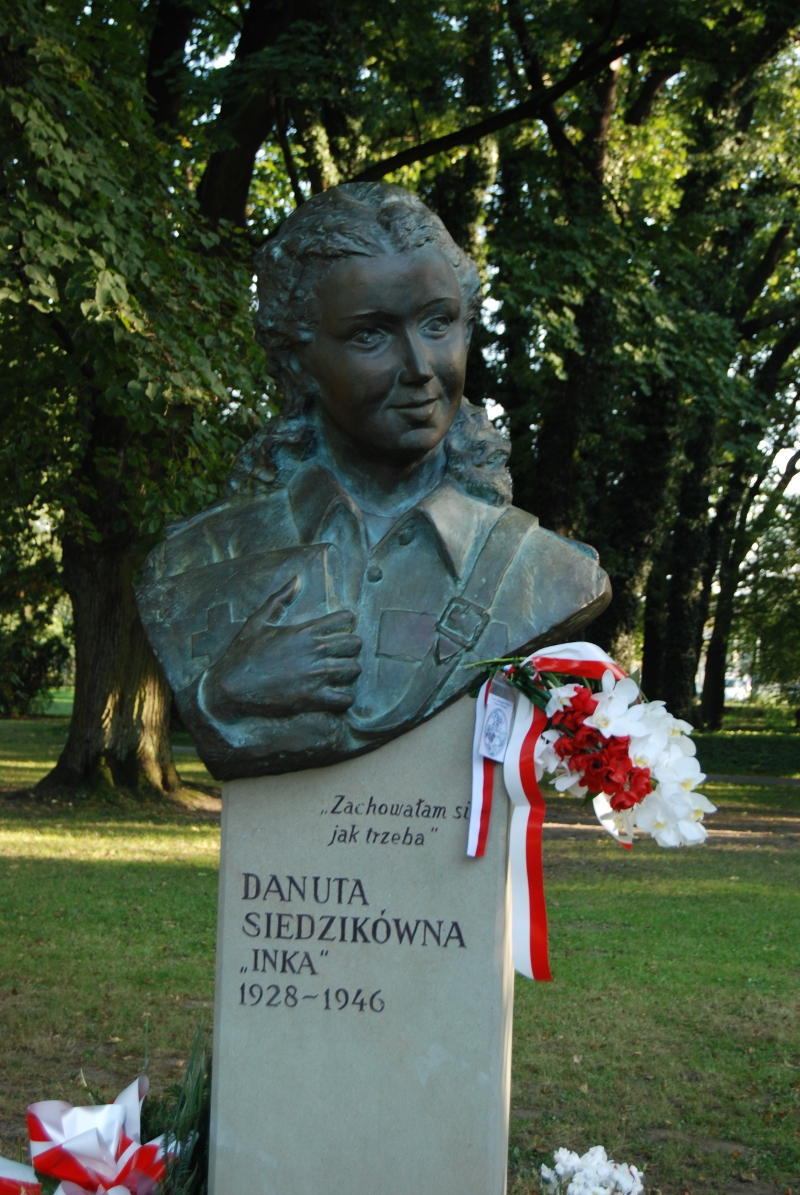
Бюст Данути Седзиківни (встановлений 16 вересня 2012 року)
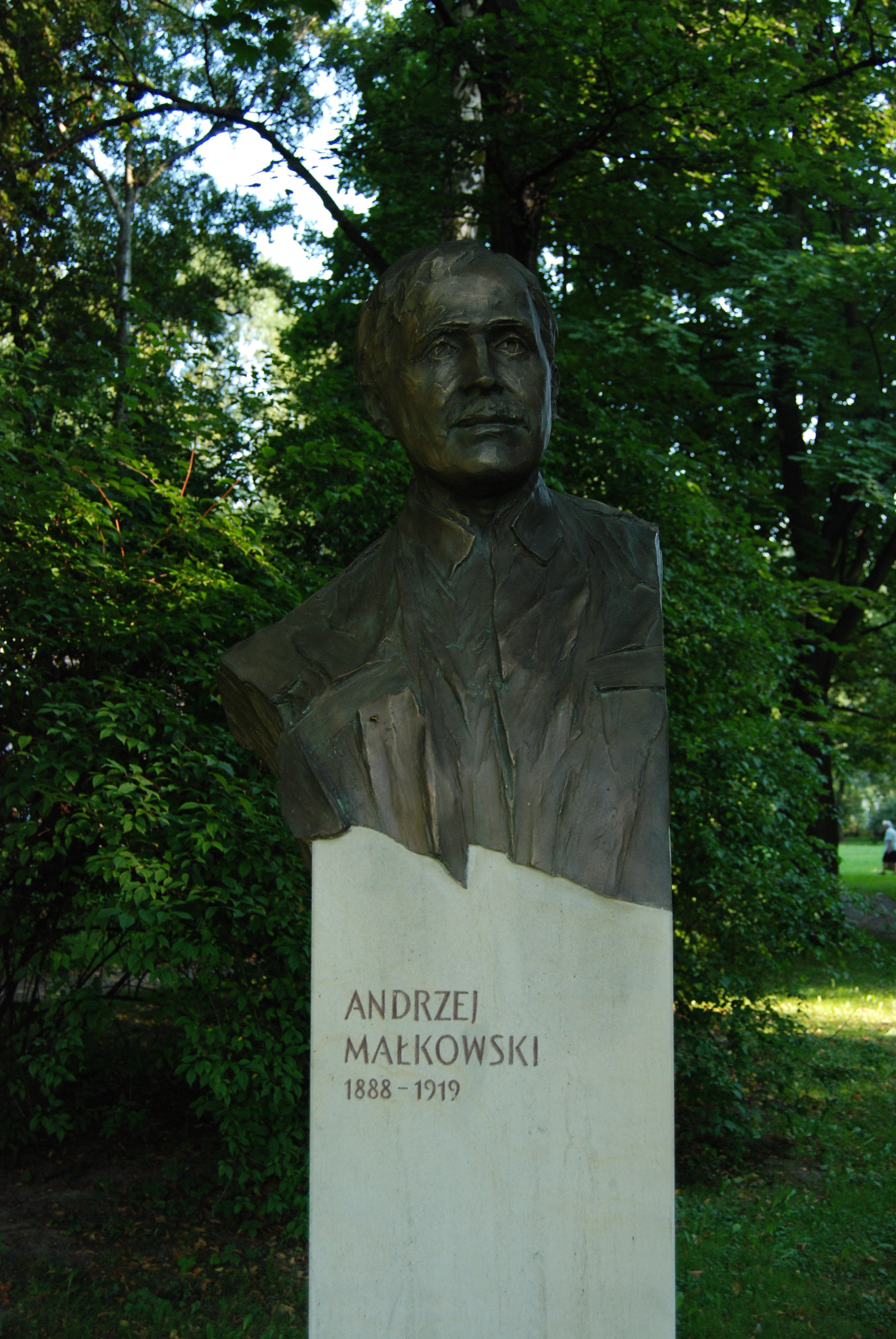
Бюст Анджея Малковського (встановлений 27 серпня 2011 року).